# 다나카 마사히로
다나카 마사히로(일본어: 田中 将大, たなか まさひろ, 1988년 11월 1일~)는 일본의 프로 야구 선수이며, 현재 퍼시픽 리그인 도호쿠 라쿠텐 골든이글스의 소속 선수(투수)이다. 효고현 이타미시 출신이다.
별명은 ‘마 군’(マー君).

## 인물

### 프로 입단 전
효고현 이타미시 출신으로(출생지는 도쿠시마현) 이타미 시립 고야노사토 초등학교 1학년 때 연식 소년 야구팀 ‘고야노사토 타이거스’에서 야구를 시작, 4번·포수로서 사카모토 하야토와 배터리를 짜기도 했다. 타격 훈련에서는 좌익 방향으로의 홈런을 연발하여 가끔씩 같은 방향에 있는 학교 건물의 창문을 직격했다고 한다. 초등학교 시절의 최고 성적은 6학년 때 효고 현 대회에서 준우승을 이끌었다. 이타미 시립 마쓰자키 중학교 시절에는 보이스 리그팀 ‘다카라즈카 보이스’에서 경식 야구를 시작하면서 강한 어깨를 가졌다는 평가를 받아 투수를 겸하게 됐다. 3학년 때에는 간사이 남부 지역 선발팀에 발탁됐는데 “야구 연습이라면 열심히 한 까닭인지 이따금 주위로부터 두려움을 사기도 했다”고 당시를 회상하고 있는 인물은 말하고 있다.
‘다카라즈카 보이스’의 감독 오쿠무라 고지에 의하면 당초 고등학교는 고향인 간사이권에서 유명한 고등학교에 진학할 예정이었지만 여러 가지 사정으로 포기했고 그 후 오쿠무라의 소개로 고마자와 대학 부속 도마코마이 고등학교를 견학, 그 때 당시의 야구부 주장의 인품에 이끌려 야구 유학을 결심했다고 한다.
고마자와 대학 부속 도마코마이 고등학교에 진학한 후에는 본격적으로 투수에만 전념하게 됐고 2학년 여름에 열린 제87회 전국 고등학교 야구 선수권 대회에서는 주전 투수로서 활약해 140 km/h 전후의 속구와 고속 슬라이더, 포크볼을 주무기로 대회 2연패 달성에 기여했다. 결승전에서 우승을 결정지은 마지막 1구는 2학년 선수로서는 사상 최초로 150 km/h를 측정했고, 대회 종료 후 AAA 아시아 야구 선수권 대회 일본 대표팀에 2학년인 다나카와 도노우에 나오미치 등 2명만 선발로 발탁돼 우승을 이끌었다.
2학년 가을부터는 고다 요시후미 감독이 취임한 직후 처음으로 에이스 겸 주장이 됐고 추계 홋카이도 대회에서는 도노우에를 참고로 타격 폼을 개조한 타격에서도 결승을 포함한 5경기 중 4경기에서 홈런을 날리는 등 맹활약을 했고 결승전에서는 과거 최다 점수차인 13점차로 우승했다. 그 후에 열린 메이지 진구 야구 대회에서도 홋카이도 지역 팀으로서는 처음으로 결승에 진출하여 우승에 기여했고 제78회 선발 고등학교 야구 대회에서는 한때 우승 후보로 거론됐지만 같은 팀 선수에 의한 불미스러운 사건으로 인해 출전을 포기해야만 했다.
사상 두 번째 학교로 하계 대회 3연패가 걸린 제88회 전국 고등학교 야구 선수권 대회에서는 대회 직전부터 컨디션이 떨어지는 등 슬럼프를 겪었지만 팀은 결승에 진출했다. 와세다 실업고등학교와의 결승전에서는 3회 도중부터 중간 계투로 등판해 연장 15회까지 1실점을 기록했다. 팀은 1대 1 무승부였으며 37년 만의 결승전 무승부에 의한 재경기를 치르게 됐다. 재경기에서도 7과 3분의 1이닝을 던져 3실점으로 호투를 펼쳤지만 팀은 3대 4로 패했고 자신은 마지막 타자가 됐다(결과는 헛스윙 삼진). 고시엔 대회에서의 통산 성적은 춘계와 하계 대회 12경기에 등판하여 8승 무패를 남겼고 대회 종료 직후에는 일본 고교 야구 선발로서 미국 원정에 참가했다.

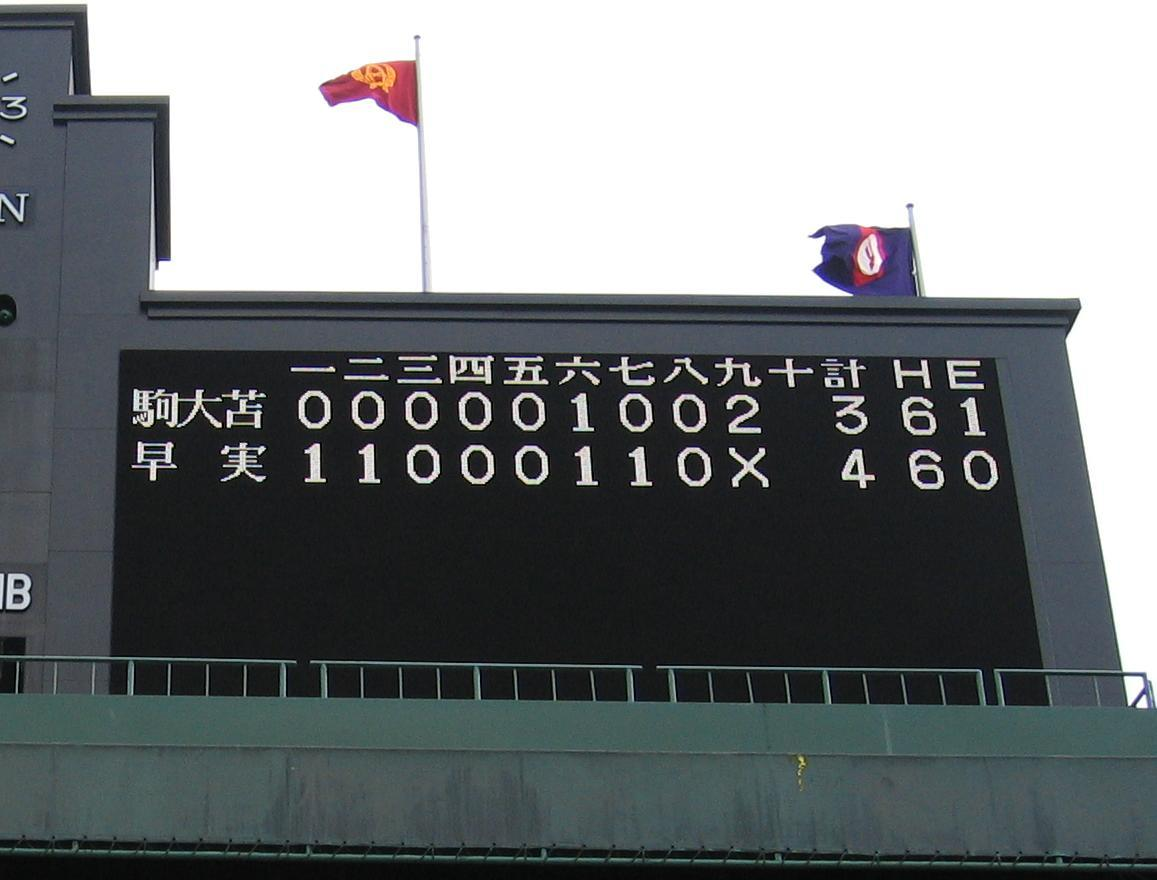
결승 재경기 당시의 전광판(한신 고시엔 구장)

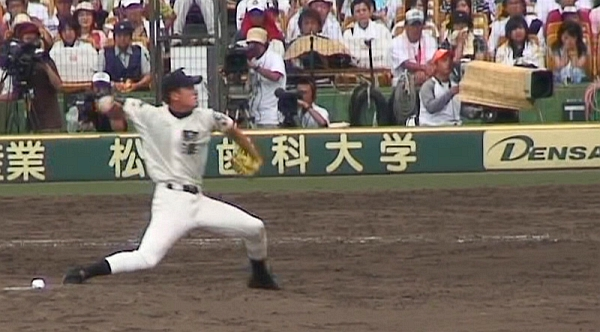
고교 시절의 다나카 마사히로(2006년 8월 17일, 한신 고시엔 구장)

2006년 9월 25일의 고교생 드래프트에 있어서 홋카이도 닛폰햄 파이터스, 오릭스 버펄로스, 요코하마 베이스타스, 도호쿠 라쿠텐 골든이글스 등 4개 구단으로부터 1순시 지명을 받았고 추첨 결과 라쿠텐이 교섭권을 획득했다. 같은 달 30일에 열린 국민 체육 대회의 1차전에서 13탈삼진과 무실점으로 호투하는 등 결승까지의 3경기 모두 24이닝을 무실점으로 호투했지만 10월 4일 와세다 실업고등학교와의 결승전에서는 고시엔 대회에서 투수전을 펼쳤던 사이토 유키에게 적시타를 허용하여 1대 0으로 패해 준우승에 그쳤다. 11월 2일에 계약금 1억 엔+성과급 지급, 연봉 1,500만 엔(금액은 모두 추정)으로 고졸 신인으로서는 마쓰자카 다이스케, 데라하라 하야토, 다르빗슈 유부터 대학·사회인 출신이 희망하는 범위와 같은 조건으로 가계약을 맺었고 등번호는 18번으로 결정했다. 고마자와 대학 부속 개교 이후 처음으로 프로 구단에 입단한 선수이기도 하다.
고교 시절의 통산 성적은 57경기에 등판하여 35승 3패, 총 329과 2/3이닝을 던져 평균 자책점 1.31, 탈삼진수는 요코하마 고등학교의 마쓰자카 다이스케를 웃도는 458개의 탈삼진을 기록했다. 이를 두고 주위에서는 ‘괴물’(怪物), ‘세대 최강 에이스’(世代最強エース)라는 호평을 받았다. 타자로서도 고교 통산 13홈런을 기록했다.

### 라쿠텐 시절

#### 2007년
춘계 캠프에서 프리 타격, 홍백전, 시범 경기 첫 등판이 모두 우천으로 인한 중지 또는 연기되는 해프닝이 발생하자 팀내에서 ‘비를 몰고 다니는 남자’라는 별명이 붙기도 했다. 3월 29일 후쿠오카 소프트뱅크 호크스와의 경기에서 선발로 첫 등판·첫 선발로 나서 1과 2/3이닝을 던졌는데 타자 12명을 상대로 6피안타 3탈삼진 1볼넷의 6실점을 기록했다. 팀은 4회에 동점을 만들면서 패전 투수는 면했지만 강판된 후 벤치에서 눈물을 보였다. 4경기째 등판이 된 4월 18일의 소프트뱅크와의 경기에서 9이닝을 2실점 13탈삼진을 기록하여 데뷔 첫 승리와 첫 완투승을 동시에 달성했다.
6월 13일 주니치 드래곤스와의 경기에서 고졸 신인으로서는 2005년의 다르빗슈 유 이래 처음인 완봉승을 거두었고, 같은 해 올스타전에서는 고졸 신인으로서 1999년의 마쓰자카 다이스케 이래 팬 투표에 의해 선정되면서 출전했는데 7월 22일 제2차전에 선발로 나서 자신의 최고 속도인 153 km/h를 기록했다(2이닝 6실점). 7월 10일에 고졸 신인으로는 마쓰자카 다이스케 이래 역대 6번째이자 에나쓰 유타카와 최고 속도 타이를 이룬 96과 2/3이닝으로 시즌 100탈삼진을 기록했다. 8월 31일의 세이부 라이온스와의 경기에서 마쓰자카 다이스케 이래 구단 사상 최초가 되는 고졸 신인으로서의 두 자릿수 승리를 거두었다. 리그 4위인 186과 1/3이닝을 던져 11승을 올렸고 고졸 신인으로서는 역대 4위가 되는 196탈삼진을 기록했다. 마쓰자카 다이스케 이래 8년 만이자 고졸 1년차에 신인왕을 수상했다.
그 해에는 팀을 연패의 수렁에서 구해내는 일이 많아 노무라 가쓰야 감독은 “그야 (다나카는)우리 팀 에이스다”라고 대답한 적도 있을 정도였다. 소프트뱅크와 맞대결할 때 유독 궁합이 맞을 정도로 6경기에 등판하여 무려 5경기에서 승리 투수가 됐다.

#### 2008년
시즌 직전에 한 언론사와의 인터뷰에서 2년째의 징크스에 관한 질문에 “전혀 생각해본 적 없다. 지금 해야 할 일을 할 뿐이다. 그런 질문은 다시는 안 했으면 좋겠다”라고 대답했다. 5월 4일 홋카이도 닛폰햄 파이터스와의 경기(삿포로 돔)에서 승리 투수가 됨과 동시에 홋카이도에서의 첫 승리를 거두었다. 또, 이 경기 후에는 삿포로 돔에서 사상 최초로 원정팀의 히어로 인터뷰가 나가기도 했다. 교류전의 최종전인 히로시마 도요 카프와의 경기(히로시마 시민 구장)에서는 프로 데뷔 후 처음으로 첫 세이브를 기록했다.
베이징 올림픽 야구 일본 국가 대표팀 선수로 발탁돼 등번호는 15번으로 배정을 받았고 베이징 올림픽에서는 첫 경기인 쿠바와의 경기에서 8회에 팀의 세 번째 투수로서 첫 등판, 1피안타 1볼넷 무실점을 기록했다. 정규 시즌 최종전인 10월 8일 소프트뱅크와의 경기(K스타 미야기)에서 9이닝을 6안타 무실점으로 막아냈고 팀은 연장 12회에 끝내기 승리를 거두었으나 다나카는 승리 투수가 되지 못하여 그 해에는 9승에 그쳤지만 고졸 신인으로서는 40년 만에 2년 연속으로 150탈삼진이라는 대기록을 세웠다.

#### 2009년

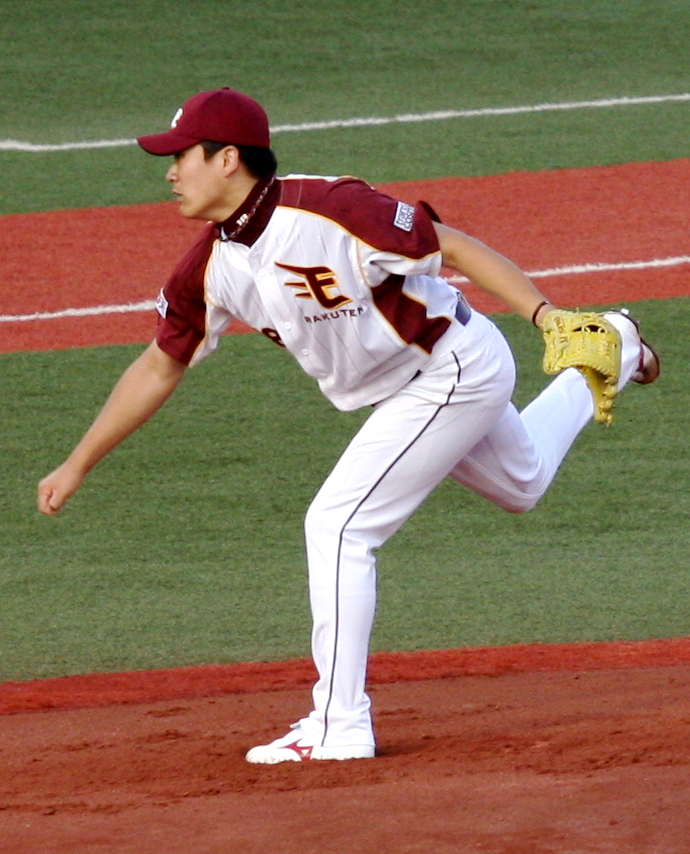
투구 중인 다나카 마사히로(2007년 6월 26일, 미야기 구장)

제2회 월드 베이스볼 클래식 일본 국가대표팀 선수로 발탁돼 대회 2연패 달성에 기여했다. 정규 시즌 개막 이후에는 소프트뱅크와의 홈경기 개막전에 선발로 나서 완봉승을 거두는 등 시즌 첫 승리 투수가 됐고 4월 14일 지바 롯데 마린스와의 경기에서는 1실점 완투, 4월 22일 지바 롯데와의 경기에서는 완봉승, 4월 29일 닛폰햄과의 경기에서 노무라 가쓰야 감독의 감독 통산 1500승째가 되는 1실점 완투를 거두는 등 1993년 고미야마 사토루, 하세가와 시게토시 이래 처음으로 개막 이후부터 4경기 연속 완투 승리를 기록한 공로로 자신의 첫 월간 MVP에 선정됐다. 5월 13일의 닛폰햄과의 경기에서 완투는 중단됐지만 6월 3일의 한신 타이거스와의 경기에서 패할 때까지 개막 이후 7연승을 기록했다.
6월 11일의 주니치와의 경기에서 시즌 8승을 올린 이후 7월 20일 소프트뱅크와의 경기에 마무리 투수로서 등판해 자기 최고 속도를 경신하는 155 km/h를 측정하면서 회복의 조짐을 보였지만 평균 자책점 1점대를 유지하면서도 올스타전 이후까지 승리와는 멀어지고 있었다. 8월 7일 닛폰햄과의 경기에서는 2개월 만에 승리 투수가 되면서 시즌 9승을 올린 이후로는 안정된 투구와 기대 이상의 결과를 남겨 8월 27일 세이부와의 경기에서 개인 최다 기록인 12승째를 기록했다. 8월에는 4경기에 등판하여 4승 무패, 평균 자책점 1.44, 탈삼진 30개 등 좋은 성적으로 통산 두 번째의 월간 MVP에 선정됐다. 지원율이 퍼시픽 리그에서는 두 번째로 낮은 수준인 3.54였음에도 불구하고 최종적으로 리그 2위 타이 기록이자 팀 내에서는 1위에 해당되는 15승, 리그 3위인 평균 자책점 2.33을 남겼다.
10월 17일 클라이맥스 시리즈 제1 스테이지의 2차전인 소프트뱅크와의 경기에서 자신으로서는 처음으로 무볼넷 완투 승리를 거둔 것과 동시에 라쿠텐의 제2 스테이지 진출에 기여했다. 시즌 종료 후인 12월 25일에는 계약 갱신 때 프로 입단 4년차 선수로서는 다르빗슈 유 다음으로 역대 두 번째 높은 연봉인 1억 8,000만 엔으로 재계약을 맺었는데(금액은 모두 추정) 이것은 지난 시즌 연봉보다 무려 1억 500만 엔이나 높아진 액수다.

#### 2010년
시즌 개막 직후부터 팀이 부진한 가운데서도 분투했다. 5월에는 통산 세 번째의 월간 MVP를 수상했고, 6월까지 팀내 1위인 8승을 올렸다. 그러나 7월에는 넓적다리 근육 파열로 인한 부상으로 인해 전력에서 이탈됐다. 8월에는 1군에 복귀하긴 했으나 8월 29일의 세이부와의 경기에서 투구 도중 이상을 호소해 마운드에서 내려왔고 병원에서의 진단 결과 오른쪽 대흉근 부분단열이라는 진단을 받아 이후의 경기는 결장했다. 시즌 11승과 평균 자책점 2.50은 팀내 1위였지만 탈삼진과 투구 이닝은 모두 프로 데뷔 후 저조한 기록을 세웠다.
11월 15일에는 탤런트 사토다 마이와 교제 중이라는 사실을 자신의 블로그를 통해 알렸다.

#### 2011년
1월 12일, 호리프로로부터 매니지먼트 계약을 맺은 사실이 밝혀졌다. 시즌 개막 이후부터 호조를 이루면서 6월과 7월에는 2개월 연속으로 월간 MVP를 수상했고, 8월 7일의 닛폰햄과의 경기를 맞이할 때까지 개막 이후부터 16경기 연속으로 퀄리티 스타트(6이닝 이상을 던져 3실점 이내로 막아냄)를 달성하는가 하면 8월 27일의 소프트뱅크와의 경기에서 노다 고지에 뒤를 이은 역대 2위인 1경기 18탈삼진을 기록했다. 9월 10일 닛폰햄과의 경기에서 2006년 하계 고시엔 대회의 결승전 이래가 되는 사이토 유키와 맞붙었는데 예매권만으로도 티켓이 매진되는 등 큰 관심을 나타냈고 결과는 다나카가 1실점 완투를 거두며 승리했다. 이 경기는 ‘조지아혼’상의 연간 대상에도 선정됐다.
시즌 전반기는 10이닝 무실점이면서도 승리가 연결되지 않는 등 타선의 도움을 그리 받지 못했으나 후반기에는 승수를 늘렸고, 최종적으로 19승 5패의 좋은 성적을 남겼다. 앞에서 말한 6월, 7월 외에 10월에도 월간 MVP를 수상하면서 퍼시픽 리그 사상 최초로 연간 3차례의 월간 MVP에 선정되는 영예를 안았다. 투구 이닝은 처음으로 200이닝을 넘긴 226과 1/3이닝, 해마다 줄어들던 탈삼진은 241개에 달해 이닝수를 넘어섰다. 평균 자책점은 퍼시픽 리그 역대 2위가 되는 1.27로, 양대 리그제가 출범한 이후에는 역대 5위의 기록이 됐다. 그 해에는 최다 승리(D.J. 홀튼과 동률), 최우수 평균 자책점, 최우수 투수, 최다 완봉(6경기, 다르빗슈 유와 동률) 등 투수 부문 4관왕을 차지했다.
그 외에도 양대 리그를 통틀어 가장 많은 완투(14경기, 다만 2경기 10이닝을 던졌던 경기가 있었지만 두 경기 모두 승부가 나지 않아 완투를 하지 못함)와 무볼넷 경기(5경기)도 연달아 기록했다. 볼넷의 개수도 줄어들었는데 자신이 역대 최다 이닝을 던졌으면서도 볼넷은 역대 가장 적은 27개에 그쳐 퍼시픽 리그에서의 규정 투구 이닝을 채운 투수 중에서는 세 번째로 적었고 볼넷율 1.07, K/BB는 최다 탈삼진을 기록한 다르빗슈 유의 7.67을 웃도는 8.93을 기록해 최고의 투수에게 주어지는 사와무라 에이지상을 처음으로 수상했고 그 밖에 베스트 나인, 골든 글러브상, 최우수 배터리상도 수상하는 등 투수 부문 타이틀을 연거푸 차지했다.

#### 2012년
사토다 마이와의 약혼을 1월 26일에 발표했고 시즌 개막을 앞둔 3월 20일에 사토다 마이와의 혼인 신고서를 제출했다. 3월 30일 개막전에서 자신으로서는 처음으로 개막전 선발 투수를 맡았지만 6이닝 5실점을 기록하며 패전 투수가 됐고 4월 22일에는 허리 통증으로 2년 만에 전력에서 이탈했다. 1군에 복귀한 5월 30일 요미우리 자이언츠와의 경기에서는 스기우치 도시야와 서로 8이닝까지 던져 두 자릿수 탈삼진을 기록하는 승부를 펼쳤지만 팀은 노히트 노런에서 패하여 자신도 패전 투수가 됐고 7월 6일 세이부와의 경기에서는 선발 등판이 예정돼 있었지만 투구 연습 중에 오른쪽 옆구리 통증을 호소하며 선발 등판을 피했고 다나카를 대신해서 7일 간격으로 시오미 다카히로가 등판하게 됐다. 8월 19일 세이부와의 경기(세이부 돔)에서는 통산 1000탈삼진을 기록했는데도 6실점을 내주며 패전 투수가 됐지만 8월 26일의 닛폰햄과의 경기에서는 프로 입단 후 처음으로 연장 10회를 무볼넷 완봉 승리를 거둬 이 경기에서부터 다음 시즌에 걸치는 연승 행진이 이어지게 됐다. 시즌 종반에 4연승을 하고 최종전에서 10승째를 올리는 등 4년 연속 두 자릿수 승리를 기록했다. 평균 자책점은 2년 연속 1점대가 되는 1.87, 시즌 169 탈삼진은 리그 최다 탈삼진을 기록했고 또한 완투와 완봉도 리그 1위, 규정 투구 이닝 달성자로서는 최저 기록이 되는 볼넷 19개, BB/9는 0.99로 1을 밑돌았다.
시즌 종료 후인 12월 4일에 제3회 월드 베이스볼 클래식 일본 대표팀 후보 선수 34명이 발표되면서 대표팀 후보에 올랐다.
12월 22일에 3년 12억 엔+성과급 지급으로 계약을 갱신하여 “장래적으로는 그런 곳(메이저 리그)에서 활약하겠다는 마음이 생겨났기 때문에 조만간 전하려고 생각했었다”라고 장래적으로 메이저 리그에 도전하겠다는 의사를 밝혔다.

#### 2013년

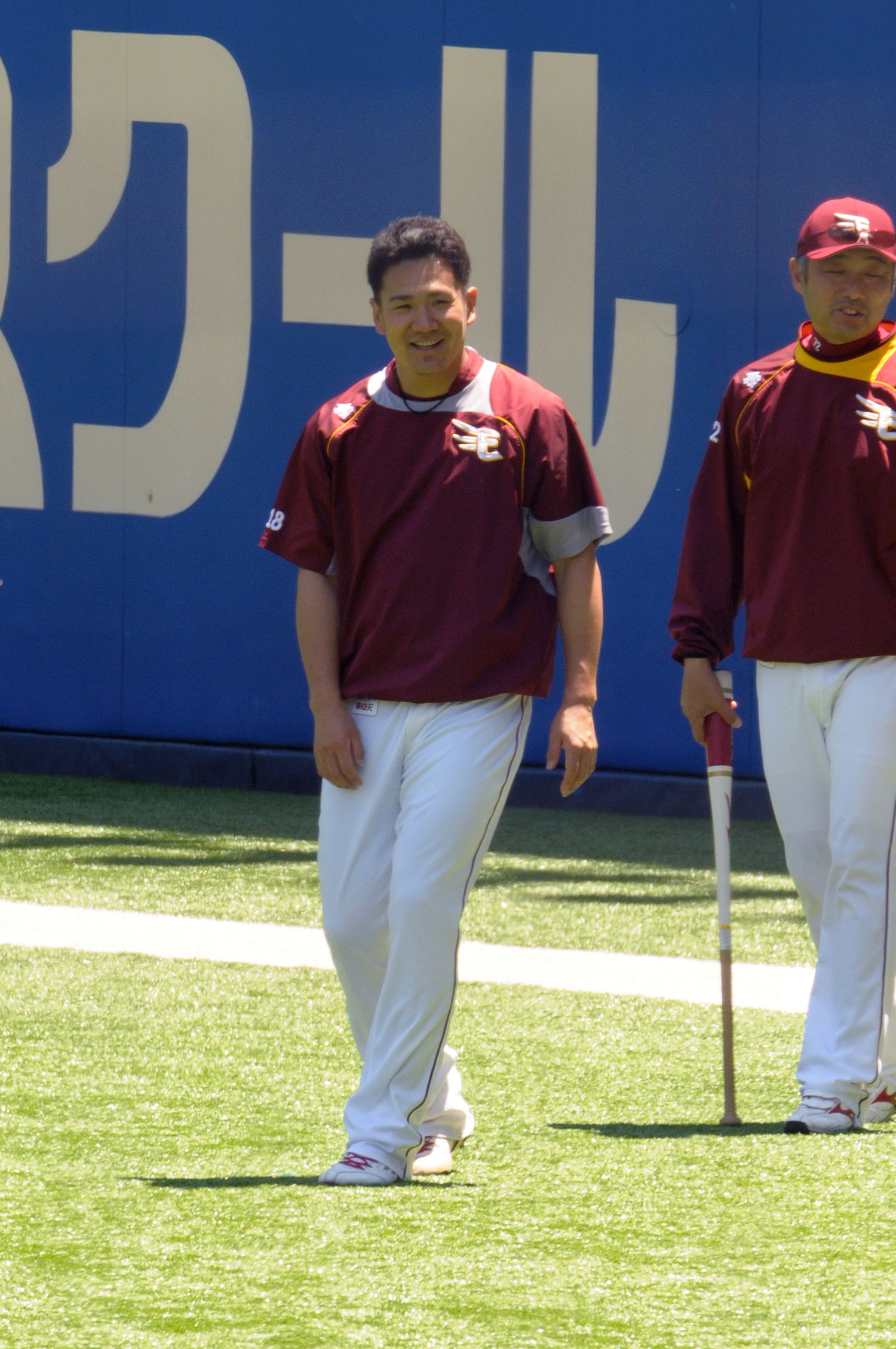
라쿠텐 시절의 다나카(2013년 5월 12일, QVC 마린필드)

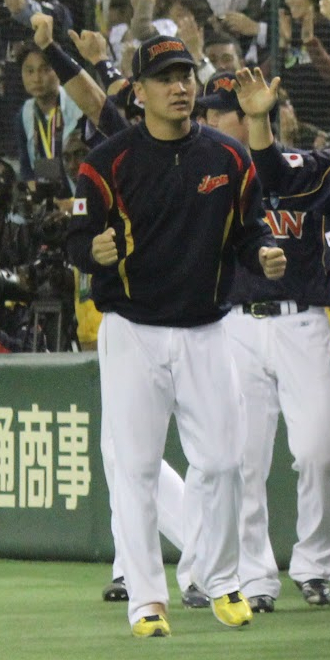
제3회 월드 베이스볼 클래식 일본 대표팀 선수 시절의 다나카

2월 20일에는 제3회 월드 베이스볼 클래식 일본 대표팀 선수 28명이 발표되면서 대표팀의 일원으로 합류했다. 이 대회에서 다나카는 선발로서 기용되고 있었지만 중간 계투로 보직이 이동이 되면서 4경기에 등판해 7이닝으로 평균 자책점 2.57의 성적을 남겼다.
정규 시즌에서는 개막 이후부터 연승을 거듭했는데 4월에는 4경기에 등판하여 3승 무패를 기록했는데 4월 16일 소프트뱅크와의 경기에서 7이닝 동안 2실점을 허용하여 마운드에서 내려왔다. 이 경기에서 팀은 그 후 역전패를 당해 다나카는 패전 투수가 되진 않았지만 팀은 그 해의 시즌 공식전에서 유일하게 다나카가 등판한 경기에서 패했다. 5월은 5경기에 등판하여 4승 무패로, 통산 8번째가 되는 월간 MVP를 수상했는데 투수로서는 퍼시픽 리그 최다이자 5년 연속 수상은 투수로서는 일본 프로 야구에서의 처음이다. 6월 16일의 한신과의 경기(K스타 미야기)에서는 라쿠텐 구단 신기록인 개막 이후부터 9연승을 달성했다. 6월에는 4경기에 등판해서 3승 무패의 성적을 남겨 사상 최초로 두 번째인 2개월 연속, 통산 9차례는 투수로서의 일본 프로 야구 최다 타이의 월간 MVP를 수상했다. 7월에는 4경기에 등판하여 3차례의 완투에 힘입어 4승 무패를 기록, 퍼시픽 리그에서는 최초로 3개월 연속, 일본 프로 야구 타이 기록이자 통산 10번째의 월간 MVP에 선정됐다.
8월에 들어가면서도 연승 행진이 중단되는 일은 없었고 9월에 걸쳐 연승을 거듭하는 등 프로 야구 신기록을 만들게 됐다. 8월 2일의 닛폰햄과의 경기(삿포로 돔)에서 개막 이후부터 15연승을 기록해 마시바 시게쿠니, 사이토 가즈미 등의 일본 프로 야구 기록에 나란히 달성했고 8월 9일의 소프트뱅크과의 경기(K스타 미야기)에서 7이닝 무실점의 호투로 일본 프로 야구 신기록인 개막 16연승, 또한 작년부터 20연승을 기록하여 마쓰다 기요시, 이나오 가즈히사 등 일본 프로 야구 기록과 나란히 했지만 선발 등판만으로 20연승은 사상 최초이다. 8월 16일의 세이부와의 경기(세이부 돔)에서 8이닝 1실점의 호투로 일본 프로 야구 신기록인 21연승을 기록했고 8월 30일의 소프트뱅크와의 경기(야후오크)에서 7이닝 3실점으로 개막 이후부터의 연승을 19로 늘려 1912년에 루브 마쿼드가 기록한 메이저 리그의 개막 연승 기록에 어깨를 나란히 했다. 8월에는 5경기에 등판해서 5승 무패의 성적을 남겨 일본 프로 야구 신기록인 4개월 연속, 연간 네 번째이자 통산 11번째(모두 이치로의 기록을 경신)가 되는 월간 MVP를 수상했다.
9월에 들어가도 연승 행진은 계속됐는데 9월 6일의 닛폰햄과의 경기(K스타 미야기)에서 일본 프로 야구 타이 기록인 시즌 20연승을 달성했다. 시즌 20승은 2008년 라쿠텐의 이와쿠마 히사시 이래였고 메이저 리그의 개막 연승 기록을 넘겼다. 9월 13일 오릭스와의 경기(K스타 미야기)에서 이나오 가즈히사의 기록을 경신하는 일본 프로 야구 신기록인 시즌 21연승으로 1936년부터 1937년에 걸쳐 칼 허벨이 기록한 메이저 리그 연승 기록을 웃돌았다. 9월 21일 닛폰햄과의 경기(삿포로 돔)에서 일본 프로 야구에서는 1980년의 기다 이사무 이래 33년 만이자 2008년에 이와쿠마 히사시를 웃도는 구단 신기록인 시즌 22승째로, 2003년의 사이토 가즈미 이래의 일본 프로 야구 타이 기록인 15경기 연속 등판 승리를 달성했다. 라쿠텐의 리그 우승을 매직 넘버 ‘2’로 맞이한 9월 26일 세이부와의 경기(세이부 돔)에서 1점차로 앞선 9회말에 시즌 첫 중간 계투로 등판했다. 이 때 거의 같은 시각에 2위 팀이던 지바 롯데가 패하면서 매직 넘버가 ‘1’이 됐는데 이대로 이기면 팀의 우승이 결정되는 상황에서 다나카는 주자를 2명 내보내긴 했지만 무실점으로 막아 헹가래 투수가 됐고 다나카는 4년 만에 세이브를 기록, 팀은 창단 9년 만에 처음으로 리그 우승을 달성했다. 9월에는 4경기에 등판하여 3승 1세이브의 성적으로 5개월 연속이자 통산 12번째의 월간 MVP를 수상했다. 그 후에도 연승 행진은 멈추지 않았고 시즌 최종 등판이었던 10월 8일의 오릭스와의 경기(K스타 미야기)에서 시즌 24승째를 올렸다.
지바 롯데와의 클라이맥스 시리즈 파이널 스테이지에서는 1차전(K스타 미야기)에 선발 등판하여 2대 0으로 클라이맥스 시리즈에서의 첫 완봉 승리를 따냈는데 클라이맥스 시리즈에서 3경기 연속 승리는 타이 기록으로 역대 3번째이자 3경기 연속 완투 승리는 클라이맥스 시리즈 신기록이다. 일본 시리즈 진출을 결정짓는 4차전에서도 9회초에 구원 등판하여 무실점으로 막아내는 등의 맹활약으로 퍼시픽 리그 클라이맥스 시리즈의 최우수 선수로 선정됐다.
요미우리 자이언츠와의 일본 시리즈에서는 2차전(K스타 미야기)에 선발로 나서 일본 시리즈 사상 18번째이자 20번째인 두 자릿수 탈삼진과 일본 시리즈 역대 3번째인 매 이닝 12개의 탈삼진을 기록하여 자신과 구단의 일본 시리즈 첫 승리를 올렸다. 그러나 3승 2패로 팀의 일본 시리즈 우승에 1승을 남긴 6차전(K스타 미야기)에서는 9이닝 동안 160개의 공을 던지면서 완투를 했음에도 불구하고 12개의 피안타로 그 해 시즌 공식전을 포함한 최악의 성적에 해당되는 4실점을 기록하여 패전 투수가 됐다. 또한 작년 8월 26일부터 포스트 시즌을 포함한 공식전에서의 연승 기록이 30경기로 중단됐다. 다음날에 열린 7차전(K스타 미야기)에서도 3점을 앞선 상황에 9회부터 등판, 무라타 슈이치와 호세 셀레스티노 로페스에게 연달아 안타를 맞았지만 요미우리 타자 5명을 15개의 공으로 무실점으로 막아 세이브를 추가하여 구단 역사상 처음으로 일본 시리즈 우승이 결정됨과 동시에 다나카도 헹가래 투수가 됐다.
그 해에는 최다승, 최우수 평균 자책점, 승률 제1위 투수(최고 승률) 등의 투수 부문 타이틀을 연거푸 획득했고 작년부터 계속되는 연승을 28, 개막 이후부터의 연승 기록을 24로 만들면서 각각 일본 프로 야구의 신기록을 달성했다. 규정 투구 이닝에 도달하여 승률 10할은 일본 프로 야구 역대 4번째로 시즌 무패의 최다승은 일본 프로 야구 사상 첫 쾌거였다. 사와무라상은 선정위원회에서 불과 10분 만에 만장일치로 선정된 것을 비롯해 베스트 나인 투수 부문에서는 기자단 투표에서 24년 만에 만장일치로 선정됐고 자신의 첫 MVP는 투수와 야수를 통틀어 48년 만에 만장일치로 선정되는 영예를 안게 됐다. 11월 23일에 구단이 주최하는 이벤트인 팬 감사제에서 개막 이후부터 시즌 24연승과 작년부터 계속된 28연승, 이에 포스트 시즌 2승을 포함한 30연승 등 총 3가지 기록이 기네스 세계 기록으로 인정돼 기네스 인증서를 받았다.
포스팅 시스템의 협정이 새로 성립된 후인 12월 17일에는 내년 시즌 메이저 리그에 도전하겠다는 입장을 공식적으로 표명했고 25일에 구단으로부터 포스팅 시스템 행사가 용인됐다. 또 자신과 매니지먼트 계약을 맺고 있던 호리프로와의 계약은 이 해에 종료됐고 엑셀 스포츠 매니지먼트의 케이시 클로스를 대리인으로 선임하여 계약 교섭을 실시했다.

### 뉴욕 양키스 시절

#### 2014년
1월 22일에 뉴욕 양키스와 총액 1억 5,500만 달러의 7년 계약에 합의했다는 사실이 발표돼 투수로서는 메이저 리그 역대 5위의 높은 계약액이며 4년째 종료 후에는 계약을 옵트아웃해서 FA가 될 수 있는 조항이 붙었다. 계약 합의 후의 기자회견에서는 뉴욕 양키스와의 계약을 선택한 이유에 대해 다음과 같이 말했다.
| “ | 최대한의 평가를 받았다. 세계적인 명문팀이고, 여러 가지를 느끼면서 다른 것을 느끼며 플레이 할 수 있지 않을까 하고 생각했다. | ” |

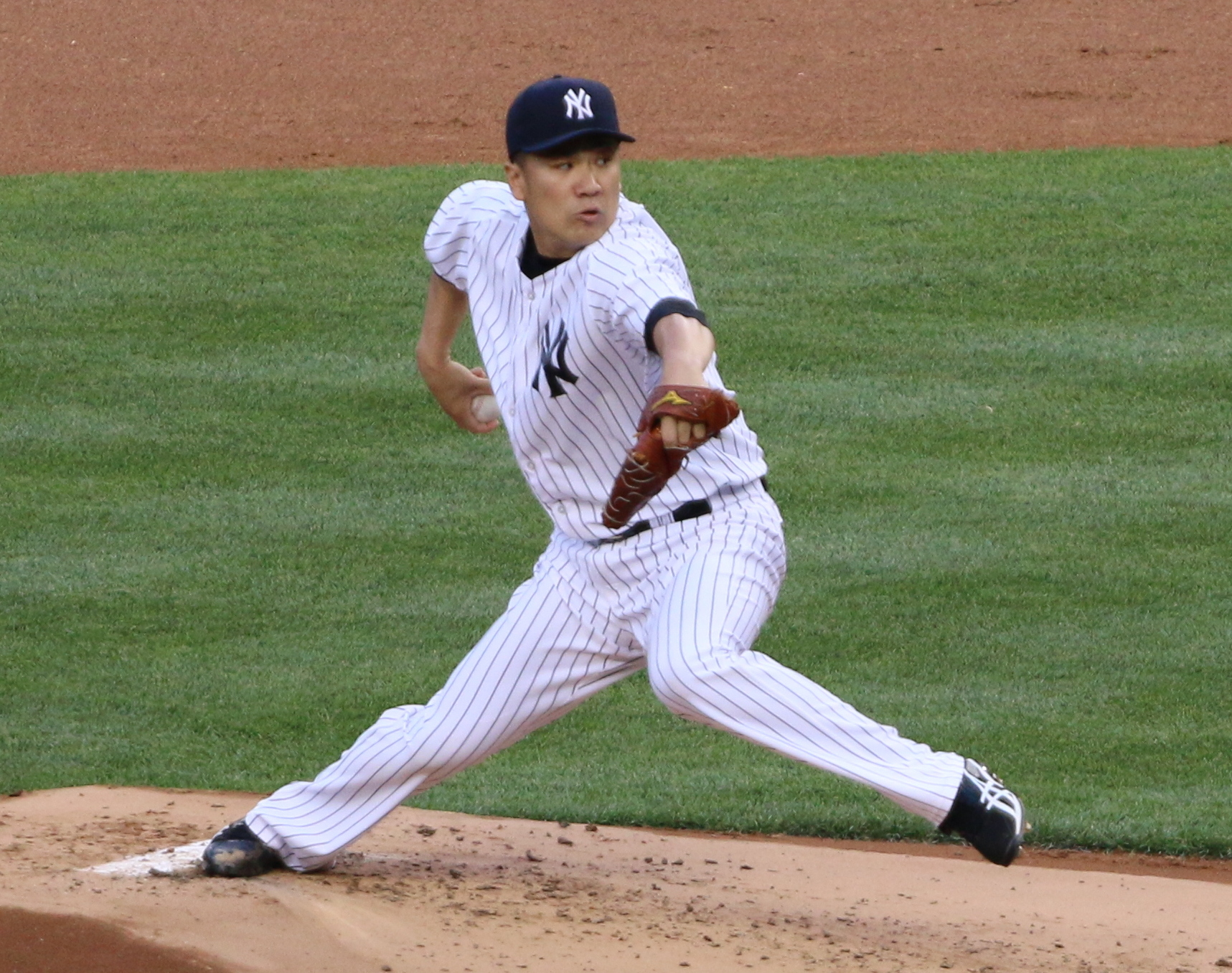
마운드에서 투구 중인 다나카(2014년)

24일에 구단으로부터 등번호가 19번으로 결정했다고 발표됐다(라쿠텐 시절의 등번호 18번은 이미 구로다 히로키가 사용하고 있었기 때문에). 이것에 의해 다나카는 라쿠텐으로부터 3번째의 메이저 리그로 이적한 선수(첫 번째는 후쿠모리 가즈오, 두 번째는 이와쿠마 히사시)가 됐지만 라쿠텐 토박이 선수 중에서는 다나카가 최초의 선수가 됐다. 미국으로 건너갈 당시에는 본인이나 가족, 관계자 등 총 5명과 자신이 키우고 있는 애견 1마리를 위해, 그리고 입단 기자회견과 스프링 캠프에 ‘최상의 컨디션으로 임하기 위해’ 일본항공 보잉 787을 자비 부담으로 전세비행기 계약을 맺은 사실이 밝혀져 화제가 됐다. 스프링 트레이닝에서는 세 차례의 선발을 포함한 5경기에 등판해, 2승 무패, 평균 자책점 2.14, WHIP 0.86의 호투를 보였다. 3월 29일에는 스프링 트레이닝에서 활약한 1년째의 뉴욕 양키스 선수에게 주어지는 있는 ‘James P. Dawson Award’를 수상했다.
개막 4경기째가 되는 4월 4일 토론토 블루제이스와의 경기에서 메이저 리그 첫 등판 겸 첫 선발로 나섰다. 1회말에 선두 타자 멜키 카브레라에게 홈런을 맞았지만, 7이닝을 6피안타 3실점(2자책점) 8탈삼진의 투구로 미일 통산 100승째가 되는 메이저 리그 첫 승리를 거두었다. 5월 14일 뉴욕 메츠와의 경기에서는 9이닝 동안 4피안타 무실점의 호투로 메이저 리그 첫 완봉 승리를 따낸 것을 비롯해 9회에 세 번째 타석에서는 메이저 리그 진출 후 첫 안타도 기록했다. 5월 20일 시카고 컵스와의 경기에서는 6이닝 동안 8피안타 4실점(3자책점)의 투구로 메이저 리그에서의 첫 패전 투수가 됐는데 2012년 8월 26일부터 계속된 미일 정규 시즌에서의 연승 기록은 34로 중단됐다. 6월 3일에는 일본인 투수로서 역대 세 번째가 되는 5월의 리그 월간 최우수 투수로 선정, 뉴욕 양키스의 신인 투수로는 사상 최초의 수상자가 됐다.
6월 28일 보스턴 레드삭스와의 경기에서는 9이닝 2실점의 투구로 패전 투수가 되면서 프로에 들어간 이후에는 2010년 6월 이래의 연패를 당했지만 1973년 스티브 로저스 이래가 되는 메이저 리그 최장 타이 기록에 해당되는 메이저 리그 데뷔로부터의 16경기 연속 퀄리티 스타트를 달성했다. 전반기에는 18경기에 선발 등판하여 12승 4패, 평균 자책점 2.51, WHIP 1.01의 성적을 남겨 올스타전 선수간 투표 1위로 선출됐지만 7월 9일에 오른쪽 팔꿈치의 위화감을 호소해 15일 간의 부상자 명단에 들어갔고 이로 인해 올스타전 출전도 포기했다. 그 다음날에 오른쪽 팔꿈치 부분 인대가 끊어지면서 전치 6주의 진단을 받고 PRP 요법이라는 보존 요법으로의 회복을 목표로 재활 훈련을 강행했다. 복귀 무대인 9월 21일 토론토 블루제이스와의 경기에서 70개의 투구수로 5와 1/3이닝 동안 5피안타 1실점의 호투로 시즌 13승째를 올렸다. 시즌 마지막 등판이자 복귀 2경기째인 보스턴 레드삭스와의 경기에서 메이저 리그 이적 후 최단 기록인 1과 2/3이닝 동안 7피안타 5자책점을 기록하여 부진했다. 팀은 포스트 시즌 진출에는 실패했지만 복귀 후에는 오른쪽 팔꿈치에 아무런 이상없이 시즌을 끝냈다.

#### 2015년
8월 28일, 애틀랜타 브레이브스와의 경기에서 7이닝 동안 5피안타 3실점의 호투로 시즌 10승째(6패)를 올렸다. 또 데뷔로부터 2년 연속으로 두 자릿수 승리를 올린 것은 다르빗슈 유 이래 기록이다.
9월 6일에 부인 사토다 마이가 임신한 사실이 공개됐다. 그 해에는 24경기에 선발로 나오면서 12승 7패, 평균 자책점 3.51의 성적을 남겼고 시즌 종료 후에는 오른쪽 팔꿈치의 뼛조각을 없애는 수술을 받았다.

#### 2016년
2016년 2월 15일에 부인인 사토다 마이가 뉴욕 소재의 병원에서 남자아이를 출산했으며, 모자 모두 건강한 상태라는 사실이 알려졌다. 다나카는 플로리다주 탬파에서 훈련중이었으나, 훈련을 멈춘 후 부인과 아들이 있는 뉴욕으로 갔다. 시범경기에서는 방어율이 7.36이나 되며 안좋은 모습을 보였다. 그리고 4월 5일에 있었던 휴스턴 애스트로스와의 개막전에서는 역대 일본인 2번째로 2년 연속 개막전 선발로 나와서 5.2이닝 2실점의 나쁘지 않은 투구를 한다. 9월 21일에 있었던 탬파베이 레이스와의 경기에서는 메이저리그 커리어에서 가장 많은 14승을 기록하지만, 오른팔에 이상을 느껴 26일에 예정되어 있던 등판을 한차례 건너뛴다. 그래도 시즌에서는 메이저리그에 온 후 3년만에 처음으로 규정이닝에 도달하였으며, 에이스답게 팀에서 가장 많은 14승을 올린다. 방어율은 시즌이 끝나갈때까지 치열한 접전을 펼치며 1위를 노렸지만 최종적으로는 3위에 그친다.(1위 애런 산체스 3.00)

#### 2017년
2017년 시즌이 개막하기 전인 1월 23일에 자신의 트위터를 통해서 제 4회 월드 베이스볼 클래식에 불참하다는 의사를 표명했다. 스프링 캠프에서는 조 지라디 감독에게 개막전 투수로 지명되었으며, 34경기 등판, 230이닝 투구를 자신의 목표로 설정했다. 시범경기에서는 3승 1패, 0.42의 방어율을 기록한다. 4월 2일에 있었던 탬파베이 레이스와의 개막전에 선발등판하며 일본인 투수에서는 처음으로 3년 연속 개막전 투수가 되었지만, 3이닝 동안 7실점을 하며 무너진다. 14일에 있었던 세인트루이스 카디널스와의 경기에서 시즌 첫승리를 따낸다. 27일에 있었던 보스턴 레드삭스와의 경기에서는 2014년 5월 14일 이후 처음으로 완투승을 기록한다. 8월 27일에 있었던 시애틀 마리너스와의 경기에서 10승을 거뒀으며, 일본인 투수 사상 처음으로 데뷔시즌부터 4년 연속으로 두자릿수 승리를 기록한다. 9월 2일에 있었던 레드삭스와의 경기에서는 메이저리그 통산 50승을 기록했으며, 이는 101경기만에 도달한 것이었는데 이것은 일본인 투수 사상 가장 빠른 시기에 50승에 도달한 것이었다. 9월 14일에 있었던 볼티모어 오리올스와의 경기에서는 미일 통산 150승을 달성했다.
이러한 여러 기록들을 세운 시즌이기도 하지만, 시즌에서는 35개의 피홈런과 방어율이 4.74에 달하는 등 에이스로서 좋지 못한 면모를 많이 보여주었다. 시즌에서의 불안함도 있어서 와일드 카드 경기에서의 선발투수자리는 팀의 영건인 루이스 세베리노에게 돌아가고, 팀은 승리하며 디비전 시리즈에 진출한다. 하지만, 불안함과는 달리 강력한 우승후보였던 클리블랜드 인디언스를 상대로 3차전에 등판하여 7이닝 무실점 승리를 따낸다. 계속된 챔피언십 시리즈에서는 우승을 차지하는 휴스턴 애스트로스를 상대로 1차전과 5차전에 등판해서 6이닝 2실점과 7이닝 무실점을 기록하며 짠물피칭을 이어간다. 비록 팀은 애스트로스에게 패배했지만, 포스트시즌에서 2승 1패, 방어율 1.44라는 엄청난 성적을 남긴다. 시즌이 끝난 이후에는 옵트아웃을 실행할 것이라는 의견이 많았으나, 11월 4일에 옵트아웃을 포기하고 양키스에 잔류하는 것을 선택한다.

## 플레이 스타일
높은 스리쿼터 로부터 던지는 평균 구속 91.4 mph(약 147.1 km/h), 최고 속도 98 mph(약 157.7 km/h)의 속구(포심 속구, 투심 속구)와 평균 구속 약 83 ~ 84 mph(약 134 ~ 135 km/h)로 크게 변화하는 고속으로 떨어지는 슬라이더를 축으로, 상시 87 mph(약 140 km/h) 전후의 스플릿 핑거 패스트볼(SFF), 드물게 커브, 체인지업도 섞는다. 또한 메이저 리그에 진출한 이후부터 컷 패스트볼을 더했다. 2010년까지는 포크볼을 던졌지만 그해 슈칸 베이스볼 인터뷰 기사에서 후쿠오카 소프트뱅크 호크스의 중간 계투로 활약했던 브라이언 팔켄보그가 스플릿을 해설하고 있는 기사가 게재돼 있어서 당시 포크볼을 던져도 자신이 생각만큼 삼진을 잡지 못하고 있던 다나카는 그 기사를 읽고 난 뒤 스플릿을 습득해 그 이후에는 포크볼이 아닌 스플릿을 구사하게 됐다고 한다.
프로에 입단한 당초에는 떨어지는 슬라이더를 축으로 한 삼진을 빼앗는 투구 스타일로 프로 1년째인 2007년 시즌 탈삼진률은 9.46을 기록했다. 2년째부터는 변화가 작은 구종을 사용하여 맞춰 잡는 투구를 하게 되어 탈삼진률이 8.30을 밑돌아 탈삼진이 줄어드는 경향이 있었지만 5년째인 2011년에는 작년의 2배 이상이 되는 241개의 탈삼진을 기록해 탈삼진의 절반 가까이를 스플릿으로 뺏어냈다. 프로 입단 당초에는 탈삼진이 많은 반면 볼넷이 적지 않았지만 볼넷 허용률은 2012년까지 5년 연속으로 좋아지면서 통산 볼넷 허용률은 1.88을 기록하고 있다.
골든 글러브상을 연속으로 수상하는 등 수비에는 정평이 나 있어 견제에도 민첩한 편이다. 예전에는 퀵모션에도 문제점이 노출된 적이 있어 1년째의 시즌 도루 허용수 28개는 12개 구단 중에서 최악이었지만 이듬해 춘계 스프링 캠프까지 연습을 통해 극복하였다.
후쿠오카 소프트뱅크 호크스와 홋카이도 닛폰햄 파이터스와는 궁합이 잘 맞는 편이라 2013년까지의 통산 성적은 소프트뱅크전에서 16승 3패, 닛폰햄전에서는 23승 6패로 소프트뱅크와 상대할 때 신인 이후로는 타 구단과 비교하여 큰 차이없는 이닝 수를 던지면서 극단적인 실점은 적었고 승률이 높다. 닛폰햄과는 2011년 9월 10일부터 2013년 시즌 종료까지 13연승을 기록하고 있어 2013년에는 닛폰햄과의 경기에서 8경기에 등판하여 8승을 올렸다. 반대로 사이타마 세이부 라이온스를 부담스런 상대로 여겨지고 있을 정도로 궁합은 좋지 못해 퍼시픽 리그에서는 유일하게 세이부와의 통산 상대 전적에서 패전 수가 더 많다. 다만 세이부전에서 프로 첫 두 자릿수 승리를 거뒀는데 2013년에는 무패로 시즌을 극복하여 궁합이 나쁘게 느껴지진 않았고 우승한 경기에서는 마무리 투수로서 9회부터 마운드에 올라, 득점권에서 주자를 내보냈지만 후속 타자를 막아냈다.
강한 정신력과 냉정함도 평가돼 감정의 컨트롤도 뛰어나다. 실수를 하거나 경기를 망칠 것 같은 이닝을 경험한 후에도 동요하는 것도 보이지 않고 곧바로 집중력을 되찾아 회복할 수 있게 됐다.

## 에피소드
- 팬이나 언론에서의 애칭인 ‘마 군’(マー君)은 미일 친선 고교 야구 때 감독을 역임한 이즈미 미노루가 선수끼리의 교류를 꾀하고자 서로 성씨로 부르는 것을 금지한 것에서 와세다 실업고등학교의 사이토 유키와 ‘유우 짱’(佑ちゃん), ‘마 군’으로 서로 부르고 있었던 것이 본인들의 입에서 이야기가 나온 것이 계기가 되었다. 라쿠텐 감독이었던 노무라 가쓰야도 이 애칭을 사용해서 인터뷰에 응하는 경우가 많지만 한편으론 애칭이라고 해도 선수를 ‘군을 붙여’서 부르는 것이 드문 일이라고 말했다.[주 5]
- 다카스 요스케는 “마 군이 던지는 경기는 타선이 어떻게든 하고자 하는 분위기가 된다”라고 말했다. 또한 그 승리의 운으로부터 노무라에게서 ‘마 군, 신의 아이, 불가사의한 아이’, ‘이상한 나라의 마 군’, ‘오늘은 악마의 아이려나 생각했는데, 역시나 신의 아이’등이라는 평가를 받았다.
- 라쿠텐 입단 동기인 나가이 사토시와는 사이가 좋아 자동차 운전면허를 취득하기 전에는 라쿠텐의 합숙소에서 나가이의 차를 얻어타고 구장에 출입하는 경우가 많았다.
- 베이징 올림픽, 월드 베이스볼 클래식 등에서는 다르빗슈 유로부터 동생처럼 귀여움을 받아 후지카와 규지가 “너는 ‘마 군’이라고 하기보단 ‘마사오’적인 얼굴인데”라고 발언한 것에서 ‘마사오’(まさお)라고 불렸다.[126] 제2회 월드 베이스볼 클래식 일본 대표팀이 우승할 당시 샴페인 세리머니에서 마쓰자카 다이스케, 이나바 아쓰노리, 고야마 요시오(불펜 포수), 조지마 겐지가 헹가래를 친 후에 ‘마사오!’라고 부르며 헹가래치는 원안으로 들어갔지만 헹가래는 받지 못하고 팀 동료로부터 차이면서 마쓰자카로부터 “젊은 새싹은 일찍부터 짓이겨 버리지 않으면”이라고 농담섞인 말을 듣는 등 “아~ 쇼크먹었다!”라고 외쳐댔다. 귀국 후의 기자 회견에서도 옆에 앉아 있던 다르빗슈 유에게 반강제적으로 당하는 형식으로 “다음 월드 베이스볼 클래식에서는 (마쓰자카의 등번호인)18번을 착용할 수 있도록 노력하겠습니다!”라고 발언하여 웃음을 유발했다.
- 1988년에 태어난 프로 야구 선수들의 모임인 ‘88연회’의 발기인이며 마에다 겐타, 사카모토 하야토 등과 함께 어린이들을 대상으로 한 야구 교실 등을 지도하기도 한다.[127]

### 취미
다나카의 취미인 볼링은 평균 스코어 170, 베스트 스코어는 216(2007년 당시)이다. 다만 구단으로부터 “부상 방지를 위해 플레이를 하는 것은 시즌이 끝난 뒤에 할 것”이라는 지시를 받았다. 구단 공식 홈페이지에서는 낚시도 같이 표기되어 있으며 골프도 ‘취미 이상’ 이라고 했다.
제일 좋아하는 음식은 ‘드미글라스 소스 오므라이스’이다. 센다이에서 야간 경기에 등판할 때는 반드시 점심 식사에 그의 부인 사토다 마이가 만든 오므라이스를 먹고 난 뒤 구장에 들어가기도 했다. 한편으론 서투른 음식은 차게 한 토마토, 카키후라이이다.

### 아이돌 그룹 팬
모모이로 클로버 Z(이하 모모클로)의 열성팬으로 알려져 있는데 라이브 공연에도 여러 차례 간 적도 있다. 2013년에는 연습용으로서 모모클로의 멤버 컬러 5가지 색으로 분리 염색한 클로버를 특수 주문하고 공식전에서는 클로버가 자수된 것을 사용했다. 또한 구단이 팬클럽 회원에게 ‘선수 응원 타올’을 선물했을 때 다나카의 타올은 모모클로의 멤버 컬러 5가지 색을 사용하여 그 배열 순서에도 스테이지상에서의 본인들이 서있는 위치와 완전히 똑같았다. 구단 홍보에 따르면 “본인의 희망으로 이 배색이 되었다”라고 말한다. 더욱이 일본 프로 야구 신기록인 개막 16연승을 달성한 경기에서는 같은 배색의 응원 보드가 배포되어 관객에 의해 내걸었다. 또한 2012년부터는 홈구장 공식전에 있어서의 등장곡에도 모모클로의 곡을 여러 차례 사용하고 있으며 2013년에는 콘서트의 오프닝 때 흐르는 BGM까지 사용하였다. 같은해 9월 3일에는 모모클로 멤버 5명이 구장에 찾아와서 다나카를 만났는데 리더인 모모타 카나코가 피칭 지도를 받아 시구식을 가졌다.
이전에는 AKB48의 팬이었으며 좋아하는 멤버였던 다카하시 미나미와의 대담도 가졌지만 다나카는 일본 각지의 전용 극장에도 간 적이 있는 걸로 알려져 있는데 2012년 시즌 종료 후에는 도쿄 아키하바라의 AKB48 극장에서 다카하시 미나미와의 대담도 가졌으며 2011년 5월부터 6월에 걸쳐 실시된 AKB48 22번째 싱글 선발 총선거에 맞춰서 도쿄 스포츠 지면상으로 예상을 펼치기도 했는데 그 때도 ‘상위 12명이 미디어 선발이 되는’ 규정을 존중하여 도쿄 스포츠측으로부터는 ‘베스트 10의 예상을’이라는 의뢰를 받았음에도 일부러 12위까지 예상을 했다. 2013년에도 6/4발매의 ‘주간 SPA!’에서 선거에 대해서 발언까지 했다. 또 NMB48의 좋아하는 노래로 《나기이치》를 꼽았다. 모모클로에 관해서는 모든 멤버를 좋아하고 있다고 자신의 트위터를 통해서 발언했다.
또한 마쓰이 레나(SKE48)에게는 춤에서부터 힘을 얻었다고 말하고 있으며 마쓰이의 트위터를 팔로우 것은 화제가 되었다.

## 상세 정보

### 출신 학교
- 고마자와 대학 부속 도마코마이 고등학교

### 선수 경력
NPB
- 도호쿠 라쿠텐 골든이글스(2007년 ~ 2013년, 2021년 ~ )

MLB
- 뉴욕 양키스(2014년 ~ 2020년)

국가 대표 경력
- 2008년 베이징 올림픽 일본 국가대표
- 2009년 월드 베이스볼 클래식 일본 국가대표
- 2013년 월드 베이스볼 클래식 일본 국가대표
- 2020년 하계 올림픽 일본 국가대표

### 수상·타이틀 경력

#### 타이틀
NPB
- 다승왕: 2회(2011년, 2013년)
- 최우수 평균 자책점: 2회(2011년, 2013년)
- 최다 탈삼진: 1회(2012년)
- 최고 승률: 2회(2011년, 2013년) ※2011년에는 최우수 투수로서 수상

#### 수상
NPB
- MVP: 1회(2013년)
- 신인왕(2007년)
- 사와무라 에이지상: 2회(2011년, 2013년)
- 쇼리키 마쓰타로상(특별상): 1회(2013년)
- 최우수 투수: 2회(2011년, 2013년)
- 월간 MVP: 12회(2009년 4월·8월, 2010년 5월, 2011년 6월·7월·10월, 2012년 6월, 2013년 5월 ~ 9월) ※역대 최다
- 최우수 배터리상: 2회(2011년, 2013년)[143]
- 베스트 나인: 2회(2011년, 2013년)
- 골든 글러브상: 3회(2011년 ~ 2013년)
- ‘조지아혼’상 연간 대상: 2회(2011년, 2013년)
- ‘조지아혼’상: 3회(2011년도 제11회, 2012년도 제11회, 2013년도 제9회)
- 센트럴·퍼시픽 교류전 우수 선수상(닛폰 생명상): 1회(2013년)
- 클라이맥스 시리즈 파이널 스테이지 MVP: 1회(2013년)
- 일본 시리즈 우수 선수상: 1회(2013년)
- 올스타전 감투 선수상(2013년 1차전)
- 모두가 선택하는 코나미상(2013년)
- 미야기 현민 영예상(2013년)
- 커미셔너 특별 수상(2013년)
- 마이니치 스포츠인상 그랑프리(2013년)
- 호치 프로 스포츠 대상(2013년)
- 일본 프로 스포츠 대상(2013년)

MLB
- 월간 MVP: 1회(2014년 5월)
- Topps All-Star Rookie teams(2014년)[주 6]

### 개인 기록

#### 첫 기록
NPB
- 첫 등판·첫 선발: 2007년 3월 29일, 대 후쿠오카 소프트뱅크 호크스 3차전(후쿠오카 Yahoo! JAPAN 돔), 1과 2/3이닝 6실점
- 첫 탈삼진: 상동, 1회말에 다무라 히토시로부터
- 첫 승리·첫 완투 승리: 2007년 4월 18일, 대 후쿠오카 소프트뱅크 호크스 5차전(풀캐스트 스타디움 미야기), 9이닝 2실점
- 첫 완봉 승리: 2007년 6월 13일, 대 주니치 드래건스 3차전(풀캐스트 스타디움 미야기) ※고졸 신인으로서는 역대 15번째
- 첫 세이브: 2008년 6월 22일, 대 히로시마 도요 카프 3차전(히로시마 시민 구장), 7회말에 2번째 투수로서 구원 등판·마무리, 3이닝 무실점
- 첫 타점: 2008년 5월 25일, 대 도쿄 야쿠르트 스왈로스 1차전(메이지 진구 야구장), 6회초에 가마다 유야로부터 유격수 땅볼의 사이에 기록
- 첫 안타: 2009년 6월 18일, 대 히로시마 도요 카프 4차전(MAZDA Zoom-Zoom 스타디움 히로시마), 3회초에 오타케 간으로부터 중전 안타

MLB
- 첫 등판·첫 선발·첫 승리: 2014년 4월 4일, 대 토론토 블루제이스 전(로저스 센터), 7이닝 3실점(2자책점)
- 첫 탈삼진: 상동, 1회말에 호세 바우티스타로부터 루킹 삼진
- 첫 완투·첫 완봉 승리: 2014년 5월 14일, 대 뉴욕 메츠 전(시티 필드) ※일본인 투수로서는 역대 7번째
- 첫 안타: 상동, 9회초에 호세 발베르드로부터 중전 안타

#### 기록 달성 경력
NPB
- 통산 1000투구 이닝: 2012년 6월 29일, 대 후쿠오카 소프트뱅크 호크스 9차전(일본 제지 클리넥스 스타디움 미야기), 4회초 3아웃에 윌리 모 페냐를 헛스윙 삼진으로 달성 ※역대 327번째
- 통산 1000탈삼진: 2012년 8월 19일, 대 사이타마 세이부 라이온스 16차전(세이부 돔), 5회말에 구리야마 다쿠미로부터 ※역대 131번째

미일 통산
- 통산 100승: 2014년 4월 4일, 대 토론토 블루제이스 전(NPB: 99승, MLB: 1승)
- 통산 1500탈삼진: 2015년 9월 8일, 대 볼티모어 오리올스 전(NPB: 1238개, MLB: 262개), 5회초에 지미 파레디스로부터 헛스윙 삼진

#### 기타
NPB
- 올스타전 출장: 6회(2007년 ~ 2009년, 2011년 ~ 2013년)
- 한 경기 18탈삼진: 2011년 8월 27일, 대 후쿠오카 소프트뱅크 호크스 20차전(일본제지 클리넥스 스타디움 미야기) ※역대 2위
- 연장전 무볼넷 완봉 승리: 2012년 8월 26일, 대 홋카이도 닛폰햄 파이터스 21차전(연장 10회, 일본제지 클리넥스 스타디움 미야기) ※퍼시픽 리그에서는 1971년 6월 24일 다카하시 나오키(도에이 플라이어스)가 긴테쓰전에서 기록한 이래 41년 만에 경신
- 연속 승리: 28승(2012년 8월 26일 ~ 계속 경신중, 2013년 시즌 종료 현재) ※일본 프로 야구 기록, 기네스 세계 기록 인정
- 개막 이후부터의 연속 승리: 24승(2013년 4월 2일 ~ 2013년 10월 8일) ※일본 프로 야구 기록, 기네스 세계 기록 인정
- 시즌 연속 승리: 24승(상동) ※일본 프로 야구 기록
- 시즌 승률: 1.000(2013년) ※일본 프로 야구 타이 기록(역대 4번째, 양대 리그제 이후 마시바 시게쿠니 이래 2번째)
- 시즌 무패에서의 최다승(2013년) ※일본 프로 야구 사상 최초
- 선발 등판 기회 연속 승리: 17승(2013년 6월 9일 ~ 계속 경신중) ※일본 프로 야구 기록
- 등판 기회 연속 승리: 15승(2013년 6월 9일 ~ 2013년 9월 21일) ※일본 프로 야구 타이 기록
- 시즌 승리: 24승(2013년) ※라쿠텐 구단 기록
- 클라이맥스 시리즈 연속 승리: 3승(2013년 기준) ※클라이맥스 시리즈 타이 기록[59]
- 클라이맥스 시리즈 연속 완투 승리: 3승(2013년 기준으로, 클라이맥스 시리즈 첫 등판부터) ※클라이맥스 시리즈 기록[59]
- 일본 시리즈 구단 첫 승리: 2013년 2차전, 대 요미우리 자이언츠 전(K스타 미야기), 9이닝 1실점에서 완투 승리[144]
- 일본 시리즈 매 이닝 탈삼진: 상동, 12탈삼진, 역대 3번째
- 포스트 시즌을 포함한 연승 기록: 30연승 ※2012년 8월 26일 ~ 2013년 10월 27일(시즌 공식전 28승, 클라이맥스 시리즈 1승, 일본 시리즈 1승), 기네스 세계 기록 인정

미일 통산
- 정규 시즌 연승 기록: 34승 ※2012년 8월 26일 ~ 2014년 5월 20일(NPB: 28승, MLB: 6승)

MLB
- MLB 올스타전 선출: 1회(2014년)

### 등번호
- 18(2007년 ~ 2013년, 2021년 ~ )
- 19(2014년 ~ 2020년)

일본 대표
- 15(2008년 베이징 올림픽, 2009년 WBC)
- 17(2013년 WBC)

### 연도별 투수 성적
| 연 도     | 소 속     | 등 판 | 선 발 | 완 투 | 완 봉 | 무 4 구 | 승 리 | 패 전 | 세 이 브 | 홀 드 | 승 률 | 타 자 | 이 닝  | 피 안 타 | 피 홈 런 | 볼 넷 | 고 4 | 몸 맞 | 탈 삼 진 | 폭 투 | 보 크 | 실 점 | 자 책 점 | 평 자 책 | W H I P |
| --------- | --------- | ----- | ----- | ----- | ----- | ------- | ----- | ----- | -------- | ----- | ----- | ----- | ------ | -------- | -------- | ----- | ---- | ----- | -------- | ----- | ----- | ----- | -------- | -------- | ------- |
| 2007년    | 라쿠텐    | 28    | 28    | 4     | 1     | 0       | 11    | 7     | 0        | 0     | .611  | 800   | 186.1  | 183      | 17       | 68    | 2    | 7     | 196      | 10    | 1     | 83    | 79       | 3.82     | 1.35    |
| 2008년    | 라쿠텐    | 25    | 24    | 5     | 2     | 1       | 9     | 7     | 1        | 0     | .563  | 726   | 172.2  | 171      | 9        | 54    | 3    | 2     | 159      | 6     | 0     | 71    | 67       | 3.49     | 1.30    |
| 2009년    | 라쿠텐    | 25    | 24    | 6     | 3     | 0       | 15    | 6     | 1        | 0     | .714  | 771   | 189.2  | 170      | 13       | 43    | 0    | 7     | 171      | 3     | 0     | 51    | 49       | 2.33     | 1.12    |
| 2010년    | 라쿠텐    | 20    | 20    | 8     | 1     | 2       | 11    | 6     | 0        | 0     | .647  | 643   | 155.0  | 159      | 9        | 32    | 1    | 5     | 119      | 1     | 0     | 47    | 43       | 2.50     | 1.23    |
| 2011년    | 라쿠텐    | 27    | 27    | 14    | 6     | 4       | 19    | 5     | 0        | 0     | .792  | 866   | 226.1  | 171      | 8        | 27    | 0    | 5     | 241      | 7     | 0     | 35    | 32       | 1.27     | 0.87    |
| 2012년    | 라쿠텐    | 22    | 22    | 8     | 3     | 4       | 10    | 4     | 0        | 0     | .714  | 696   | 173.0  | 160      | 4        | 19    | 0    | 2     | 169      | 4     | 0     | 45    | 36       | 1.87     | 1.03    |
| 2013년    | 라쿠텐    | 28    | 27    | 8     | 2     | 1       | 24    | 0     | 1        | 0     | 1.000 | 822   | 212.0  | 168      | 6        | 32    | 0    | 3     | 183      | 9     | 0     | 35    | 30       | 1.27     | 0.94    |
| 2014년    | NYY       | 20    | 20    | 3     | 1     | 1       | 13    | 5     | 0        | 0     | .722  | 542   | 136.1  | 123      | 15       | 21    | 0    | 4     | 141      | 4     | 0     | 47    | 42       | 2.77     | 1.06    |
| 2015년    | NYY       | 24    | 24    | 1     | 0     | 0       | 12    | 7     | 0        | 0     | .632  | 609   | 154.0  | 126      | 25       | 27    | 0    | 1     | 139      | 4     | 0     | 66    | 60       | 3.51     | 0.99    |
| 2016년    | NYY       | 31    | 31    | 0     | 0     | 0       | 14    | 4     | 0        | 0     | .778  | 805   | 199.2  | 179      | 22       | 36    | 0    | 3     | 165      | 7     | 0     | 75    | 68       | 3.07     | 1.08    |
| 2017년    | NYY       | 30    | 30    | 1     | 1     | 1       | 13    | 12    | 0        | 0     | .520  | 752   | 178.1  | 180      | 35       | 41    | 1    | 7     | 194      | 7     | 0     | 100   | 94       | 4.74     | 1.24    |
| 2018년    | NYY       | 27    | 27    | 1     | 1     | 0       | 12    | 6     | 0        | 0     | .667  | 635   | 156.0  | 141      | 25       | 35    | 0    | 7     | 159      | 3     | 0     | 68    | 65       | 3.75     | 1.13    |
| 2019년    | NYY       | 32    | 31    | 1     | 1     | 0       | 11    | 9     | 0        | 0     | .550  | 759   | 182.0  | 186      | 28       | 40    | 0    | 2     | 149      | 7     | 0     | 95    | 90       | 4.45     | 1.24    |
| 2020년    | NYY       | 10    | 10    | 0     | 0     | 0       | 3     | 3     | 0        | 0     | .500  | 197   | 48.0   | 48       | 9        | 8     | 0    | 2     | 44       | 0     | 0     | 25    | 19       | 3.56     | 1.17    |
| NPB : 7년 | NPB : 7년 | 175   | 172   | 53    | 18    | 12      | 99    | 35    | 3        | 0     | .739  | 5324  | 1315.0 | 1182     | 66       | 275   | 6    | 31    | 1238     | 40    | 1     | 367   | 336      | 2.30     | 1.11    |
| MLB : 7년 | MLB : 7년 | 174   | 173   | 7     | 4     | 2       | 78    | 46    | 0        | 0     | .629  | 4299  | 1054.1 | 983      | 159      | 208   | 1    | 26    | 991      | 32    | 0     | 476   | 438      | 3.74     | 1.13    |

- 2020년 시즌 종료 기준
- 굵은 글씨는 시즌 최고 성적, 붉은색 글씨는 일본 프로 야구 역대 최고 성적.

### 올림픽에서의 투수 성적
| 연 도 | 대 표 | 등 판 | 선 발 | 승 리 | 패 전 | 세 이 브 | 상 대 타 자 | 투 구 이 닝 | 피 안 타 | 피 홈 런 | 볼 넷 | 고 의 사 구 | 몸 맞 | 탈 삼 진 | 폭 투 | 보 크 | 실 점 | 자 책 점 | 평 자 책 |
| ----- | ----- | ----- | ----- | ----- | ----- | -------- | ----------- | ----------- | -------- | -------- | ----- | ----------- | ----- | -------- | ----- | ----- | ----- | -------- | -------- |
| 2008  | 일본  | 3     | 0     | 0     | 0     | 0        | 27          | 7.0         | 3        | 0        | 3     | 0           | 0     | 9        | 0     | 0     | 0     | 0        | 0.00     |

### WBC에서의 투수 성적
| 연 도 | 대 표 | 등 판 | 선 발 | 승 리 | 패 전 | 세 이 브 | 상 대 타 자 | 투 구 이 닝 | 피 안 타 | 피 홈 런 | 볼 넷 | 고 의 사 구 | 몸 맞 | 탈 삼 진 | 폭 투 | 보 크 | 실 점 | 자 책 점 | 평 자 책 |
| ----- | ----- | ----- | ----- | ----- | ----- | -------- | ----------- | ----------- | -------- | -------- | ----- | ----------- | ----- | -------- | ----- | ----- | ----- | -------- | -------- |
| 2009  | 일본  | 4     | 0     | 0     | 0     | 0        | 11          | 2.1         | 3        | 1        | 0     | 0           | 0     | 5        | 0     | 0     | 1     | 1        | 3.86     |
| 2013  | 일본  | 4     | 1     | 0     | 0     | 0        | 29          | 7.0         | 10       | 0        | 0     | 0           | 0     | 12       | 0     | 0     | 3     | 2        | 2.57     |

### MLB 포스트 시즌에서의 투수 성적
| 연 도      | 소 속      | 시 리 즈   | 등 판 | 선 발 | 승 리 | 패 전 | 세 이 브 | 홀 드 | 승 률 | 상 대 타 자 | 투 구 이 닝 | 피 안 타 | 피 홈 런 | 볼 넷 | 고 의 사 구 | 몸 맞 | 탈 삼 진 | 폭 투 | 보 크 | 실 점 | 자 책 점 | 평 자 책 | W H I P |
| ---------- | ---------- | ---------- | ----- | ----- | ----- | ----- | -------- | ----- | ----- | ----------- | ----------- | -------- | -------- | ----- | ----------- | ----- | -------- | ----- | ----- | ----- | -------- | -------- | ------- |
| 2015년     | NYY        | ALWC       | 1     | 1     | 0     | 1     | 0        | 0     | .000  | 21          | 5.0         | 4        | 2        | 3     | 0           | 0     | 3        | 0     | 0     | 2     | 2        | 3.60     | 1.40    |
| 2017년     | NYY        | ALDS       | 1     | 1     | 1     | 0     | 0        | 0     | 1.000 | 23          | 7.0         | 3        | 0        | 1     | 0           | 0     | 7        | 0     | 0     | 0     | 0        | 0.00     | 0.57    |
| 2017년     | NYY        | ALCS       | 2     | 2     | 1     | 1     | 0        | 0     | .500  | 49          | 13.0        | 7        | 0        | 2     | 0           | 0     | 11       | 0     | 0     | 2     | 2        | 1.38     | 0.69    |
| 2018년     | NYY        | ALDS       | 1     | 1     | 1     | 0     | 0        | 0     | 1.000 | 19          | 5.0         | 3        | 1        | 1     | 0           | 0     | 4        | 0     | 0     | 1     | 1        | 1.80     | 0.80    |
| 2019년     | NYY        | ALDS       | 1     | 1     | 1     | 0     | 0        | 0     | 1.000 | 19          | 5.0         | 3        | 0        | 1     | 0           | 0     | 7        | 0     | 0     | 1     | 1        | 1.80     | 0.80    |
| 2019년     | NYY        | ALCS       | 2     | 2     | 1     | 1     | 0        | 0     | .500  | 40          | 11.0        | 5        | 1        | 3     | 0           | 0     | 5        | 0     | 0     | 4     | 3        | 2.45     | 0.73    |
| 출장 : 4회 | 출장 : 4회 | 출장 : 4회 | 8     | 8     | 5     | 3     | 0        | 0     | .625  | 171         | 46.0        | 25       | 4        | 11    | 0           | 0     | 37       | 0     | 0     | 10    | 9        | 1.76     | 0.78    |

- 2020년 시즌 종료 기준.

### 연도별 수비 성적
| 연도      | 소속      | 투수  | 투수  | 투수  | 투수  | 투수  | 투수     |
| 연도      | 소속      | 경 기 | 척 살 | 보 살 | 실 책 | 병 살 | 수 비 율 |
| --------- | --------- | ----- | ----- | ----- | ----- | ----- | -------- |
| 2007      | 라쿠텐    | 28    | 5     | 32    | 1     | 1     | .974     |
| 2008      | 라쿠텐    | 25    | 5     | 28    | 2     | 2     | .943     |
| 2009      | 라쿠텐    | 25    | 9     | 31    | 2     | 0     | .952     |
| 2010      | 라쿠텐    | 20    | 6     | 28    | 0     | 2     | 1.000    |
| 2011      | 라쿠텐    | 27    | 16    | 43    | 2     | 2     | .967     |
| 2012      | 라쿠텐    | 22    | 13    | 41    | 1     | 4     | .982     |
| 2013      | 라쿠텐    | 28    | 14    | 40    | 0     | 4     | 1.000    |
| 2014      | NYY       | 20    | 12    | 14    | 0     | 1     | 1.000    |
| 2015      | NYY       | 24    | 11    | 19    | 0     | 2     | 1.000    |
| 2016      | NYY       | 31    | 11    | 30    | 1     | 1     | .975     |
| 2017      | NYY       | 30    | 8     | 22    | 0     | 1     | 1.000    |
| 2018      | NYY       | 27    | 14    | 24    | 1     | 4     | .974     |
| 2019      | NYY       | 32    | 9     | 18    | 2     | 3     | .931     |
| 2020      | NYY       | 10    | 3     | 7     | 0     | 0     | 1.000    |
| NPB : 7년 | NPB : 7년 | 175   | 68    | 243   | 8     | 15    | .975     |
| MLB : 7년 | MLB : 7년 | 174   | 68    | 134   | 4     | 12    | .981     |

- 2020년 시즌 종료 기준.
- NPB 시절 연도 부분의 굵은 글씨는 골든 글러브상 수상 연도

### 주해
1. ↑  참고로 2014년 교류전까지 삿포로 돔에서는 원정팀의 히어로 인터뷰는 이뤄지지 않았지만 2014년 6월 28일부터 원정팀도 히어로 인터뷰가 나가게 됐다.
2. ↑  볼넷 허용수를 말한다.
3. ↑  가게우라 마사루(6승), 미소노오 다카오(11승), 마시바 시게쿠니(15승), 다나카(24승).
4. ↑  1989년 긴테쓰 버펄로스의 아와노 히데유키가 몰표로 선정됐다.
5. ↑  노무라는 경기나 연습 등에서는 ‘다나카’(田中)라고 부른다.
6. ↑  통칭은 ‘신인 베스트 나인’이며, 선출 대상이 되는 신인급 선수를 양대 리그가 통일한 가운데, 각 포지션별로 구단 감독의 투표로 선출된다(예를 들면 실버 슬러거 상과 같이 각 리그마다 선출되는 것은 아니다). 투수 부문에는 2009년까지 ‘오른손 투수’, ‘왼손 투수’ 두 개 부문이 있고 2010년 이후에는 ‘구원 투수’가 추가돼 기본 3개 부문이 있다.

### 출전
1. 1 2 3 4 5  駒苫・田中次は楽天でエースだ／兵庫国体 - 닛칸 스포츠, 2006년 10월 5일
2. 1 2  슈칸 베이스볼 〈별책 춘계호〉 - ‘제78회 선발 고교 야구 대회 완전 가이드’에서 참조.
3. ↑  TBS 계열 《버스 데이》, 2008년 6월 방송
4. ↑  田中、9回気迫の3K150キロ - 아사히 신문, 2005년 8월 21일
5. 1 2  スポーツナビ｜プロ野球｜ドラフト会議2006　トピックス　プロの必須条件を兼ね備えた田中と堂上　高校生ドラフト直前リポート 보관됨 2012-01-14 - 웨이백 머신 - 스포츠 나비, 2006년 9월 21일
6. ↑  駒大苫小牧、力の差示し夏・秋連覇 決勝13点差は最多 - 아사히 신문, 2005년 10월 9일)
7. 1 2  駒苫田中「悔いありません」／夏の甲子園 보관됨 2006-11-17 - 웨이백 머신 - 닛칸 스포츠, 2006년 8월 22일
8. ↑  駒苫田中V3へ執念165球／夏の甲子園 보관됨 2016-03-04 - 웨이백 머신 - 닛칸 스포츠, 2006년 8월 21일
9. ↑  駒苫、公式戦連勝48で止まる／夏の甲子園 보관됨 2006-11-17 - 웨이백 머신 - 닛칸 스포츠, 2006년 8월 21일
10. ↑  駒苫、夏3連覇は見果てぬ夢／夏の甲子園 보관됨 2006-11-17 - 웨이백 머신 - 닛칸 스포츠, 2006년 8월 21일
11. ↑  보관됨 2015-01-22 - 웨이백 머신 보관됨 2015-01-22 - 웨이백 머신 보관됨 2015-01-22 - 웨이백 머신 보관됨 2015-01-22 - 웨이백 머신 本場スカウトから熱い視線　斎藤、田中ら日本投手陣 - 47 NEWS, 2006년 9월 1일
12. ↑  보관됨 2014-02-23 - 웨이백 머신 보관됨 2014-02-23 - 웨이백 머신 보관됨 2014-02-23 - 웨이백 머신 보관됨 2014-02-23 - 웨이백 머신 보관됨 2014-02-23 - 웨이백 머신 田中は抽選で楽天に交渉権　プロ野球高校生ドラフト - 47 NEWS, 2006년 9월 25일
13. ↑  보관됨 2015-01-22 - 웨이백 머신 보관됨 2015-01-22 - 웨이백 머신 보관됨 2015-01-22 - 웨이백 머신 보관됨 2015-01-22 - 웨이백 머신 駒大苫小牧など８強へ　兵庫国体が開幕 - 47 NEWS, 2006년 9월 30일
14. ↑  早実・駒苫に大きな拍手　国体高校野球に７２００人 보관됨 2015-01-21 - 웨이백 머신 - asahi.com, 2006년 10월 4일
15. ↑  球団からのお知らせ - 도호쿠 라쿠텐 골든이글스 홈페이지, 2006년 11월 2일
16. ↑  【米国はこう見ている】ヤンキースの“エース”田中将大はメジャー初打席に無関心!?　米メディアの取材にバッティングは「怖い」と回答 - Full-count, 2014년 5월 9일
17. ↑  NHK 종합 《스포츠 대륙》(2008년 4월 12일)
18. ↑  マー君4勝目！第2の故郷で初勝利 - 스포츠 닛폰, 2008년 5월 5일
19. ↑  岩隈が11勝目、マー君プロ初セーブ - 스포츠 닛폰, 2008년 6월 22일
20. ↑  베이징 올림픽 일본 국가대표팀 보관됨 2008-07-18 - 웨이백 머신 - 전일본 야구 회의 공식 홈페이지
21. ↑  星野ジャパン 初戦はキューバに敗れる 스포츠 닛폰, 2008년 8월 13일
22. ↑  山崎武がサヨナラ打 ソフトBが最下位に, 스포츠 닛폰, 2008년 10월 7일
23. ↑  マー君 王監督の前で快投、次世代は任せて - 스포츠 닛폰, 2008년 10월 8일
24. ↑  雄星に続きマー君もホリプロと契約 - ORICON STYLE, 2011년 1월 12일
25. ↑  ‘マー君、沢村賞初受賞!ダルとの一騎打ち僅差で制す…楽天’ - 스포츠 호치, 2011년 11월 14일
26. ↑  里田まい マー君との婚約を発表「彼はとても真っ直ぐな人」 - 스포츠 닛폰, 2012년 1월 26일
27. ↑  マー君「本日、入籍しました」 - 닛칸 스포츠, 2012년 3월 20일
28. ↑  マー君　6失点で降板も…通算千奪三振　史上6位のペース - 스포츠 닛폰, 2012년 8월 19일
29. ↑  楽天2夜連続のサヨナラ勝ち！マー君完封「久しぶり」の7勝目 - 스포츠 닛폰, 2012년 8월 26일
30. ↑  楽天・田中の連勝登板内容 보관됨 2015-09-24 - 웨이백 머신 - 스포츠 닛폰
31. ↑  マー君 8回無失点で4年連続2桁勝利！楽天5割締め - 스포츠 닛폰, 2012년 10월 8일
32. ↑  2013년 WBC 일본 대표팀 후보 선수 발표 - 일본 야구 기구 공식 홈페이지, 2012년 12월 4일
33. ↑  2013 WORLD BASEBALL CLASSIC 일본 대표팀 후보 선수 - 일본 야구 공식 홈페이지, 2012년 12월 4일
34. ↑  【楽天】マー君3年契約もMLB挑戦表明 - 닛칸 스포츠, 2012년 12월 22일
35. ↑  2013ＷＢＣ日本代表28選手の発表 - 일본 야구 기구 공식 홈페이지, 2013년 2월 20일
36. ↑  2013 Tournament Roster 보관됨 2015-02-19 - archive.today - 월드 베이스볼 클래식 홈페이지
37. ↑  2013 WORLD BASEBALL CLASSIC 일본 국가대표팀 명단 - 일본 야구 기구 공식 홈페이지, 2013년 2월 20일
38. 1 2  아사히 신문, 2013년 11월 3일자 스포츠면
39. ↑  マー君、パ投手最多の8度目月間MVP!中日ルナは初受賞 - 스포츠 닛폰, 2013년 6월 5일
40. ↑  マー君、今季初完封!球団新開幕9連勝「ヒヤヒヤさせましたが…」 - 스포츠 닛폰, 2013년 6월 16일
41. ↑  マー君、9度目の月間MVP!能見とともに2カ月連続受賞 - 스포츠 닛폰, 2013년 7월 4일
42. ↑  3カ月連続受賞喜ぶマー君、周囲に感謝「チーム全体の賞」 - 스포츠 닛폰, 2013년 8월 6일
43. ↑  マー君 開幕15連勝 1失点完投でプロ野球タイ記録 - 스포츠 닛폰, 2013년 8월 2일
44. ↑  楽天田中、日本一の開幕15連勝 - 닛칸 스포츠, 2013년 8월 3일
45. ↑  マー君 日本新開幕16連勝!楽天 貯金20の大台に乗せた - 스포츠 닛폰, 2013년 8월 9일
46. ↑  マー君日本新開幕16連勝＆神様タイ20連勝 - 닛칸 스포츠, 2013년 8월 10일
47. ↑  아사히 신문, 2013년 8월 3일자 스포츠면
48. ↑  マー君 神様超え!プロ野球新記録の21連勝、稲尾ら抜く - 스포츠 닛폰, 2013년 8월 16일
49. ↑  祝日本新！マー君21連勝 神様をも超えた - 닛칸 스포츠, 2013년 8월 17일
50. ↑  マー君7回3失点 開幕19連勝で“世界記録”に並んだ！ - 스포츠 닛폰, 2013년 8월 30일
51. ↑  マー君、また金字塔！4カ月連続11度目の月間MVPで“イチ超え” - 스포츠 닛폰, 2013년 9월 6일
52. ↑  マー君 開幕20連勝完投勝利！101年前の世界記録更新！ 보관됨 2016-05-31 - 웨이백 머신 - 스포츠 닛폰, 2013년 9월 6일
53. ↑  今度は76年ぶり！マー君通算25連勝の“世界記録”更新 - 스포츠 닛폰, 2013년 9월 13일
54. ↑  6・9から田中15戦15勝 その間防御率0・81 - 스포츠 닛폰, 2013년 9월 22일
55. 1 2  マー君、自らの記録更新！５カ月連続１２度目の月間ＭＶＰ - 스포츠 닛폰, 2013년 10월 5일
56. ↑  マー君締めた！星野監督舞った！楽天、悲願のリーグ初V - 스포츠 닛폰, 2013년 9월 26일
57. 1 2  マー君無傷の24連勝締め!打線が援護で後押し - 스포츠 닛폰, 2013년 10월 8일
58. ↑  아사히 신문, 2013년 10월 18일자 스포츠면
59. 1 2 3  스포츠 닛폰 간사이판(12판), 2013년 10월 18일, 4 ~ 5면
60. ↑  【CSファイナルS第4戦】マー君締め!楽天、日本S進出決定! - 스포츠 닛폰, 2013년 10월 21일
61. ↑  ‘無敵マー君、巨人も斬った！楽天、仙台で歴史的１勝’ - 산케이 스포츠, 2013년 10월 28일
62. ↑  경기 결과 보관됨 2013-11-06 - 웨이백 머신 - 코나미 일본 시리즈 공식 홈페이지
63. ↑  경기 결과 보관됨 2013-11-06 - 웨이백 머신 - 코나미 일본 시리즈 공식 홈페이지
64. ↑  マー君が負けた 4失点志願の160球完投 - 닛칸 스포츠, 2013년 11월 3일
65. ↑  マー君　昨年8月西武戦以来の440日ぶり黒星＆4失点 - 스포츠 닛폰, 2013년 11월 2일
66. ↑  160球完投から連投！マー君、胴上げ投手「魂の15球」VTR - 스포츠 닛폰, 2013년 11월 3일
67. ↑  パ個人タイトル確定　金子200Kで初の最多奪三振 - 스포츠 닛폰, 2013년 10월 13일
68. ↑  楽天・田中　2度目の沢村賞!開幕24連勝、満場一致で選出 - 스포츠 닛폰, 2013년 10월 28일
69. ↑  マー君　24年ぶり満票でベストナイン　パは7人が初受賞　阿部は7年連続 - 스포츠 닛폰, 2013년 11월 21일
70. ↑  マー君　48年ぶり満票でＭＶＰ受賞　バレンティン　最下位球団から初の受賞 - 스포츠 닛폰, 2013년 11월 26일
71. ↑  マー君がギネスに　３つの連勝記録を認定　24、28、30 - 스포츠 닛폰, 2013년 11월 23일
72. ↑  マー君「新たなステージで」／一問一答 - 닛칸 스포츠, 2013년 12월 17일
73. ↑  立花社長「最後は三木谷オーナーの英断」 - 닛칸 스포츠, 2013년 12월 26일
74. ↑  マー君ホリプロとのマネジメント契約終了 - 닛칸 스포츠, 2014년 1월 8일
75. ↑  Yankees sign RHP Masahiro Tanaka 보관됨 2014-10-09 - 웨이백 머신 - MLB.com Yankees Press Release, 2014년 1월 22일
76. ↑  Tanaka signs $155 million contract with Yankees 보관됨 2016-03-04 - 웨이백 머신 - yankees.com, 2014년 1월 22일
77. ↑  マー君が会見「目標は世界一」／一問一答 - 닛칸 스포츠, 2014년 1월 23일
78. ↑  マー君　ノムさんと同じ背番号「１９」に決定　過去殿堂入り左腕が付けていた - 스포츠 닛폰, 2014년 1월 25일
79. ↑  【米国はこう見ている】マー君の超豪華フライトがニューヨークでも話題に - full-Count, 2014년 3월 22일
80. ↑  Masahiro Tanaka wins 2014 James P. Dawson Award 보관됨 2015-11-19 - 웨이백 머신 - MLB.com Yankees Press Release, 2014년 3월 29일
81. ↑  マー君白星デビューで日米通算100勝目 - 닛칸 스포츠, 2014년 4월 5일
82. ↑  マー君 メジャー初完封&初安打で6連勝 - 닛칸 스포츠, 2014년 5월 15일
83. ↑  マー君640日ぶり黒星　連勝34でストップ - 닛칸 스포츠, 2014년 5월 22일
84. ↑  マー君が月間MVP「あ、獲れたんだ」 - 닛칸 스포츠, 2014년 6월 4일
85. ↑  マー君 16戦連続QS達成も3敗目 - 닛칸 스포츠, 2014년 6월 29일
86. ↑  マー君日本の誉れ!球宴選手間投票1位 - 데일리 스포츠, 2014년 7월 8일
87. ↑  マー君 右ヒジ違和感で故障者リスト入り - 닛칸 스포츠, 2014년 7월 10일
88. ↑  【米国はこう見ている】田中将大が右肘靭帯の部分断裂で全治6週間 - Full-count, 2014년 7월 11일
89. ↑  【米国はこう見ている】田中将大が受けているPRP療法って何？　ヤンキース主治医がその効果を語る - Full-count, 2014년 7월 18일
90. ↑  マー君「ホッとした」75日ぶり登板13勝 - 닛칸 스포츠, 2014년 9월 23일
91. ↑  マー君 右肩グルグルも「体は大丈夫」 - 닛칸 스포츠, 2014년 9월 29일
92. ↑  マー君 V逸をジーターに“ざんげ”「僕にも責任がある」 - 스포츠 닛폰, 2014년 9월 27일
93. ↑  【米国はこう見ている】今季最終登板から一夜明けても田中将大の右肘に異常なし ヤンキース監督が語る - Full-count, 2014년 9월 29일
94. ↑  里田まい 第1子妊娠5カ月を発表！結婚4年目、マー君パパに - 스포츠 닛폰, 2015년 9월 6일
95. ↑  “ヤンキース田中投手、右ひじを手術” (일본어). 2015년 10월 21일. 2015년 10월 22일에 원본 문서에서 보존된 문서.
96. ↑  “ご報告”. 《里田まいオフィシャルブログ》. 2016년 2월 16일. 2017년 3월 7일에 확인함.
97. ↑  “ヤンキース田中投手に長男誕生　里田まい夫人が出産”. 《asahi.com》. 朝日新聞デジタル. 2016년 2월 16일. 2016년 2월 17일에 원본 문서에서 보존된 문서. 2016년 2월 19일에 확인함.
98. ↑  “初めての出産”. 《里田まいオフィシャルブログ》. 2016년 2월 21일. 2017년 3월 7일에 확인함.
99. ↑  “Houston Astros at New York Yankees Box Score, April 5, 2016”. 《Baseball-Reference.com》 (영어). 2016년 4월 5일. 2017년 3월 7일에 확인함.
100. ↑  “ヤンキース田中２失点、白星ならず　２年連続開幕投手”. 《asahi.com》. 朝日新聞デジタル. 2016년 4월 6일. 2016년 5월 5일에 원본 문서에서 보존된 문서. 2016년 4월 29일에 확인함.
101. ↑  東尾洋樹 (2016년 9월 23일). “マー君　自己最多１４勝も…人生初１イニング４被弾”. 《Sponichi Annex》. スポーツニッポン. 2016년 10월 1일에 확인함.
102. ↑  “右腕の違和感「全くない」…田中が復帰へ始動”. OMIURI ONLINE. 2016년 9월 28일. 2016년 10월 2일에 원본 문서에서 보존된 문서. 2016년 10월 1일에 확인함.
103. ↑  “2016 New York Yankees Pitching Statistics” (영어). Baseball-Reference.com. 2016년 10월 6일에 확인함.
104. ↑   田中将大/MASAHIRO TANAKA - X (2017年1月23日) 2017年8月27日閲覧
105. ↑  “マー君、スーパーエースへ３４登板２３０イニング目標”. 《スポーツ報知》. 2017년 2월 17일. 2017년 2월 18일에 원본 문서에서 보존된 문서. 2017년 2월 18일에 확인함.
106. ↑  “田中将大が2戦目も「グッドに程遠い」投球　NY紙「こんなのタナカじゃない」”. フルカウント. 2017년 4월 9일. 2017년 4월 14일에 확인함.
107. ↑  “田中将大が今季初勝利！　日米通算250先発試合で7回途中5安打3失点の粘投”. フルカウント. 2017년 4월 15일. 2017년 4월 23일에 확인함.
108. ↑  “田中将大、97球3安打の完封劇　指揮官も絶賛「ただただ圧巻の投球だった」”. フルカウント. 2017년 4월 28일. 2017년 4월 30일에 확인함.
109. ↑  “田中将大、完全復活の１５４キロ　４年連続２ケタ勝利”. スポーツ報知. 2017년 8월 29일. 2017년 9월 2일에 원본 문서에서 보존된 문서. 2017년 9월 2일에 확인함.
110. ↑  “日本人最速50勝到達のマー君、26敗で達成も最少”. 日刊スポーツ. 2017년 9월 4일. 2017년 9월 4일에 확인함.
111. ↑  “田中将大、７回８安打２失点の好投、日米通算１５０勝達成！”. スポーツ報知. 2017년 9월 15일. 2017년 9월 15일에 원본 문서에서 보존된 문서. 2017년 9월 16일에 확인함.
112. ↑  https://www.baseball-reference.com/players/t/tanakma01.shtml
113. ↑  http://isplus.live.joins.com/news/article/article.asp?total_id=22027196&cloc=
114. ↑  http://osen.mt.co.kr/article/G1110767957
115. ↑  World Baseball Classic: Top 10 Prospects - 2013년 4월 2일
116. 1 2 3 4  FanGraphs Pitch Type -
117. ↑  楽天田中が156キロ開幕18連勝＆22連勝 - 닛칸 스포츠, 2013년 8월 24일
118. 1 2  《주간 프로 야구 데이터 파일》 39호, 베이스볼 매거진사, 잡지 27742-1/11·18, p.5
119. ↑  ‘변화구 러닝 스플릿 핑거 패스트볼 편 - 다나카 마사히로’, 《슈칸 베이스볼》 2011년 26호, 베이스볼 매거진사, 잡지 20441-6/20, p.16 ~ 17
120. ↑  ‘시대를 달리는 무적의 슈퍼에이스 다르빗슈 유’, 《슈칸 베이스볼》 2011년 11월 7일자, 베이스볼 매거진사, 잡지 20441-11/7, p.23
121. ↑  牽制も上手いぞ 田中将大が片岡をストップ 8月29日 西武-楽天 - PacificLeagueMovie(유튜브)
122. ↑  マー君、高速クイック完成3回無失点 - 닛칸 스포츠, 2008년 2월 18일
123. ↑  無傷の20連勝。恩師と同僚とライバルが見た「2013年の田中将大」 - webSportiva, 2013년 9월 7일
124. ↑  止まらぬ田中10連勝…相性の悪さ問題にせず 보관됨 2013-06-30 - 웨이백 머신 - 마이니치 신문, 2013년 6월 25일
125. ↑  DANIEL BARBARISI, 早くも偉大な才能を見せつけた田中将大 - 월스트리트 저널, 2014년 4월 28일
126. ↑  《뉴스 제로》(니혼 TV)에서 사쿠라이 쇼와의 대담 코너에서의 발언이다.
127. ↑  男の履歴書　田中将大編｜インライフ
128. 1 2  マー君「食わず嫌い」でももクロと対決、無敗男の苦手な味は… - 스포츠 닛폰, 2013년 12월 12일
129. ↑  日本一野球が上手いアイドルおたく・田中将大さんがアイドルとのお食事会で下ネタにムッツリニヤニヤお喜びの巻。 - 후모후모 칼럼, 2013년 12월 13일
130. ↑  「ももいろクローバーZ JAPAN TOUR 2013 “GOUNN"」 - 다나카 마사히로 공식 블로그
131. ↑  マー君 ももクロにリクエスト 보관됨 2013-09-27 - 웨이백 머신 - 도쿄 스포츠
132. ↑  マー君色“ももクロ”にKスタ宮城染まった 応援ボード配布 - 스포츠 닛폰
133. ↑  マー君、モノノフの証明。楽天イーグルスの選手登場曲に“ももクロ”のあの曲が。 - Tech insight
134. ↑  ももクロ 9.3Kスタで始球式!マー君へ「どこまでも勝ち続けて」 - 스포츠 닛폰, 2013년 8월 26일
135. ↑  芸能界に吹き荒れる、ももクロ旋風！ 楽天マー君も、妻・里田まいの影響でAKBファンからモノノフへ？ - 시네마 투데이
136. ↑  マー君&AKB大島優子のWエース対談 보관됨 2013-09-27 - 웨이백 머신 - 도쿄 스포츠, 2011년 1월 10일
137. ↑  体育会系としてひかれた総監督「たかみな」[깨진 링크(과거 내용 찾기)] - 도쿄 스포츠, 2013년 1월 2일
138. ↑  도쿄 스포츠, 2011년 6월 4일자 최종면
139. ↑  NMB48、楽天･田中将大投手の開幕16連勝を祝福! 好みの曲は「ナギイチかな」
140. ↑  2012年11月23日 - 3:45 - 다나카 마사히로 공식 트위터
141. ↑  マー君「松井玲奈は何か〝持ってる〟」 보관됨 2013-09-27 - 웨이백 머신 - 도쿄 스포츠, 2012년 1월 1일
142. ↑  田中マー君、SKE48松井玲奈をついにフォロー！返信に感激 - 시네마 투데이
143. ↑  2회 모두 포수인 시마 모토히로와 함께 수상했다.
144. ↑  경기 결과 보관됨 2013-11-06 - 웨이백 머신 - 2013년 일본 시리즈 공식 홈페이지